# Turin
Pour les articles homonymes, voir Turin (homonymie).
Turin (en piémontais : Turin /tyˈɾɪŋ/ ; en italien : Torino /toˈrino/) est une ville italienne, chef-lieu de la ville métropolitaine de Turin et de la région du Piémont. Turin a été la capitale des États de Savoie de 1563 à 1713, du royaume de Sicile de 1713 à 1720, du royaume de Sardaigne de 1720 à 1861 et du royaume d'Italie de 1861 à 1865.
Quatrième commune du pays, elle formait avec Milan et Gênes un triangle industriel correspondant au cœur du développement industriel et économique italien entre le XIXe siècle et les années 1980.

## Géographie

### Situation
Turin est traversée selon un axe nord-sud par le fleuve Pô, et selon un axe est-ouest par le 45e parallèle. La ville est bordée à l'est par la colline turinoise qui surplombe la ville, et à l'ouest par les Alpes avec le val de Suse.
L'agglomération de Turin compte près de 1 700 000 habitants, tandis que son aire urbaine compte 2 200 000 habitants, ce qui en fait la quatrième ville d'Italie.
Le boom économique, souvent appelé il miracolo economico, a été particulièrement marqué à Turin dans les années de l'après-guerre (migration intérieure des gens du Sud et de la Vénétie vers le Nord-Ouest) et l'agglomération reste un poumon économique du pays avec de nombreuses activités, notamment industrielles : automobiles et sous-traitance (Fiat), micro-informatique (Olivetti), construction ferroviaire, assurances (Toro, Reale Mutua), banques (San Paolo, CRT), transports routiers, mode et textile (Borbonese, Carlo Pignatelli, Kristina Ti, Fisico, Brooksfield, Jaggy, Kappa, Superga), industries agroalimentaire et dérivées (Lavazza, Martini).

### Climat
Le climat de Turin est de type continental humide à été chaud (Cfa selon la classification de Köppen), caractéristique du Nord de l’Italie, avec comme particularité de forts écarts de température entre l'hiver et l'été qui lui donnent une tendance continentale. La pluviométrie atteint un maximum au printemps (et un maximum secondaire au mois d'octobre). En outre, la ville est soumise à la proximité climatique des Alpes et à des vents de foehn.
| Mois                              | jan. | fév. | mars | avril | mai | juin | jui. | août | sep. | oct. | nov. | déc. |
| --------------------------------- | ---- | ---- | ---- | ----- | --- | ---- | ---- | ---- | ---- | ---- | ---- | ---- |
| Température minimale moyenne (°C) | −3   | −1   | 2    | 6     | 10  | 14   | 16   | 16   | 13   | 7    | 2    | −2   |
| Température maximale moyenne (°C) | 6    | 8    | 13   | 17    | 21  | 25   | 28   | 27   | 23   | 17   | 11   | 7    |
| Ensoleillement (h)                | 4    | 4    | 5    | 6     | 6   | 7    | 8    | 7    | 6    | 5    | 4    | 4    |
| Précipitations (mm)               | 41   | 53   | 77   | 104   | 120 | 98   | 67   | 80   | 70   | 89   | 76   | 42   |
| Humidité relative (%)             | 75   | 75   | 67   | 72    | 75  | 74   | 72   | 73   | 75   | 79   | 80   | 80   |

### Environnement

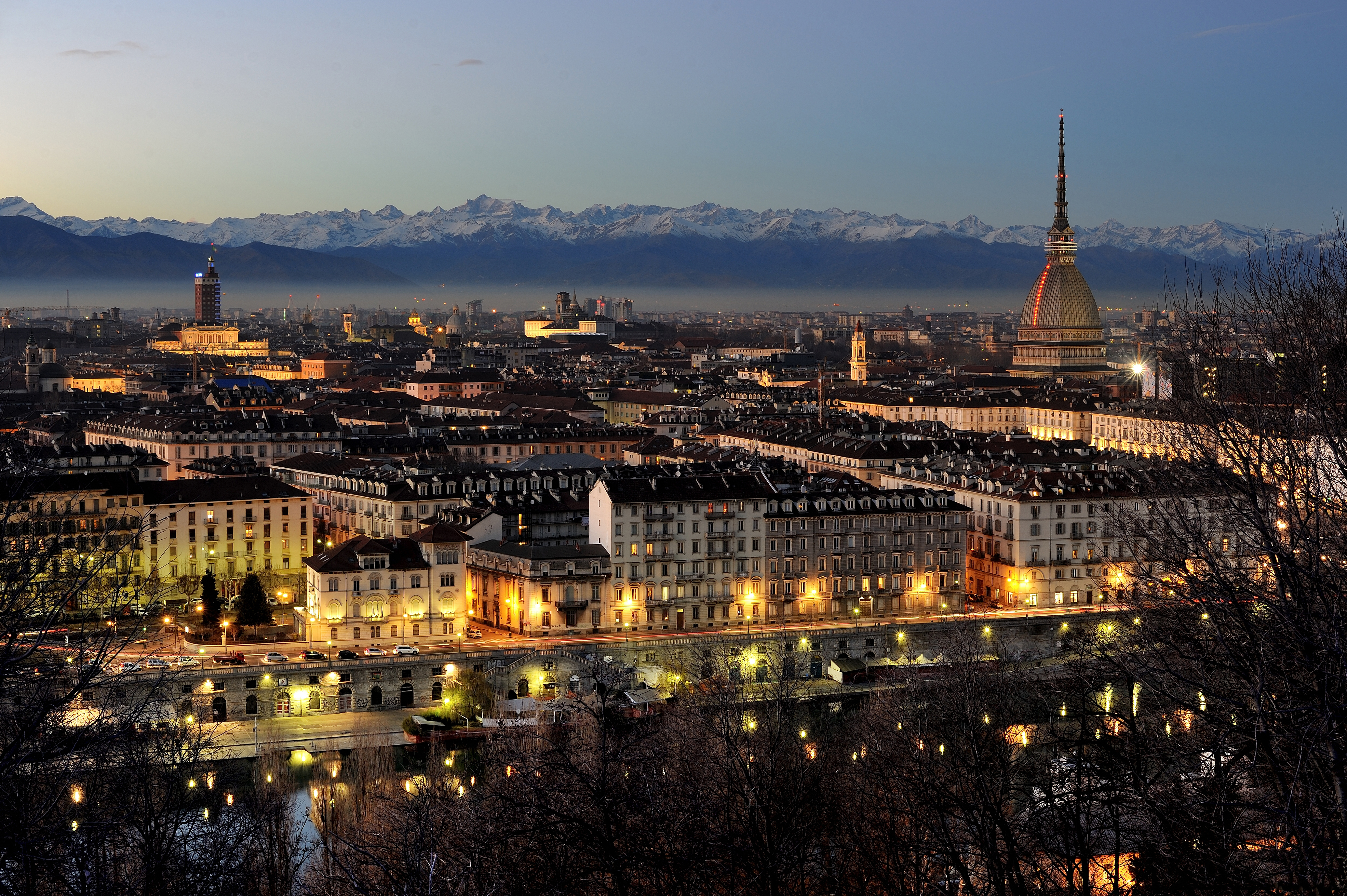
Turin vue du Monte Cappuccini.

Selon les chiffres communiqués en 2016 par l'Agence européenne de l'environnement, la moyenne annuelle de concentration de particules en suspension atteint 29 µg/m3 à Turin, alors que la limite européenne autorisée est de 25. La ville est en outre fortement polluée à l'ozone et au dioxyde d'azote, ce dernier, de 70 µg/m3, dépasse largement la moyenne annuelle limite de 40 µg/m3.

## Histoire
Pour un article plus général, voir Histoire du Piémont.

### Origines

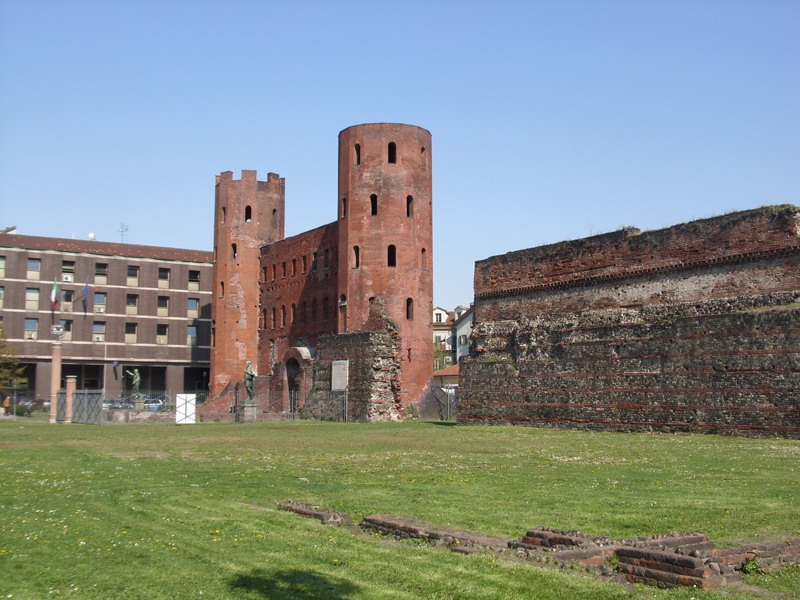
La porte Palatine de Turin.

L'histoire de Turin débute au IIIe siècle av. J.-C. quand, le long de la rive du Pô, s'installent les premières tribus celtiques, les Taurins à la recherche de plaines cultivables. Elles sont appelées taurines, d’où le nom de leur première implantation : Taurasia. Toute la Gaule cisalpine, dont la cité des Taurins, est soumise peu à peu par Rome au cours des IIIe et IIe siècles av. J.-C. En 218 av. J.-C., les Tauriens sont alliés de Rome : leur petite forteresse est assiégée et prise lors de la traversée des Alpes par Hannibal avec ses fameux éléphants ; le chef carthaginois fait alliance avec les Insubres de Milan et autres peuples celtes et ligures de la plaine du Pô.
À l'époque de Jules César, on fait construire la Porta Palatina (« porte palatine ») présente aujourd'hui à côté de la place de la République.

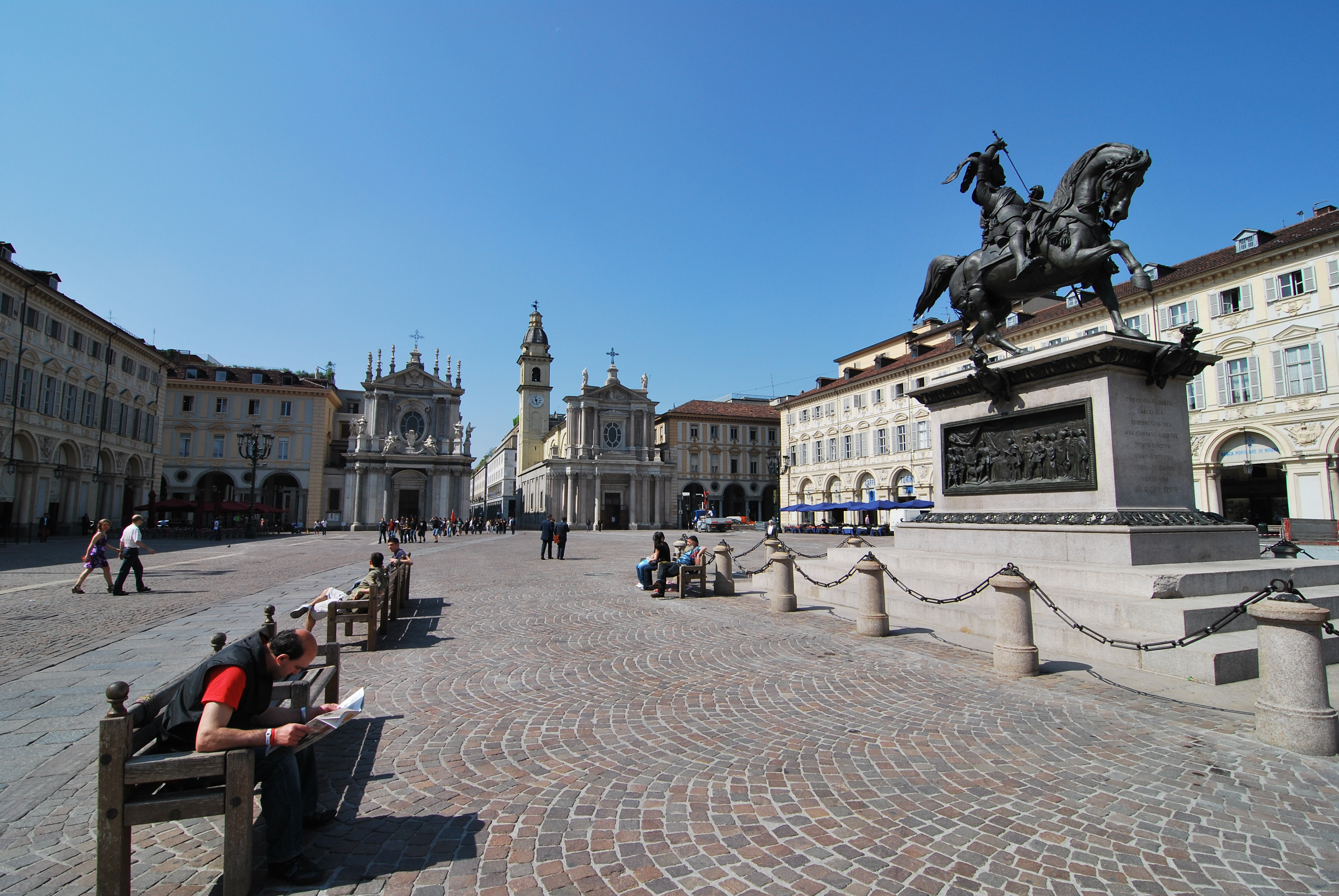
Piazza San Carlo.

Turin est refondée le 30 janvier de l’an 9 av. J.-C., à l'époque romaine par Auguste, sous le nom d'Augusta Taurinorum. Le blason municipal illustre cette origine avec son taureau doré. En 312 la ville est prise par Constantin Ier.
Après la chute de l'Empire romain, la ville fut conquise par les Lombards, puis par les Francs de Charlemagne (773). Elle appartient ensuite à la maison d’Ivrée, du milieu du Xe siècle au milieu du XIe siècle. Après le mariage d'Adélaïde de Suse avec, Othon, le fils d'Humbert Ier de Savoie, la famille des comtes de Savoie en hérite. En 1419, la Savoie annexe la majorité du Piémont.

### Développement
La ville prend son essor en 1563, lorsqu'elle devient la capitale des États de Savoie à la place de Chambéry. En 1706, pendant la bataille de Turin, les Français assiègent la ville pendant 117 jours sans la conquérir. Elle devient la capitale du royaume de Sicile quand cette île est attribuée au duc de Savoie par le traité d'Utrecht en 1713, puis de celui de Sardaigne en 1720 après échange des îles et des titres royaux. Devenue la capitale d'un royaume européen, Turin compte environ 90 000 habitants à l'époque.
En 1798, Turin est prise par les Français, lors de la constitution de la République piémontaise. Le 13 mai 1799, la ville est occupée pendant deux semaines par les troupes austro-russes du général russe Alexandre Souvorov. Ce dernier, le 20 juin 1799, après une victoire contre la République française à la bataille de la Trebbia, restaure la monarchie en rétablissant le roi de Sardaigne Charles-Emmanuel IV de Savoie sur son trône. Mais la ville est reprise par les Français, en 1800, après la bataille de Marengo.
De 1802 à 1814, Turin devient le chef-lieu du département du Pô. Au XIXe siècle, après l'occupation française sous la Révolution et le Premier Empire, elle devient en peu de temps une imposante capitale.
Turin va lancer le processus d'unification de l'Italie, grâce à Victor-Emmanuel et Camillo Cavour, personnalité politique qui donne le nom de Risorgimento à ce processus d'unification. Avec la participation active de Giuseppe Garibaldi et l'appui militaire du Second Empire français, ces trois hommes vont réussir à unifier l'Italie.
Ainsi, en 1861, Turin est la première capitale du royaume d'Italie, avant de perdre ce rôle en 1865 au profit de Florence, puis de Rome en 1870. Les 21 et 22 septembre 1864, lors du massacre de Turin, des dizaines d'ouvriers sont tués dans la répression sanglante d'une manifestation. En 1871, le tunnel du Fréjus est ouvert, ce qui transforme Turin en un nœud de communication important entre l'Italie et la France. La ville compte alors 250 000 habitants. Quelques-uns des monuments les plus emblématiques de la ville, comme le musée égyptien ou le Mole Antonelliana, sont construits durant cette période.

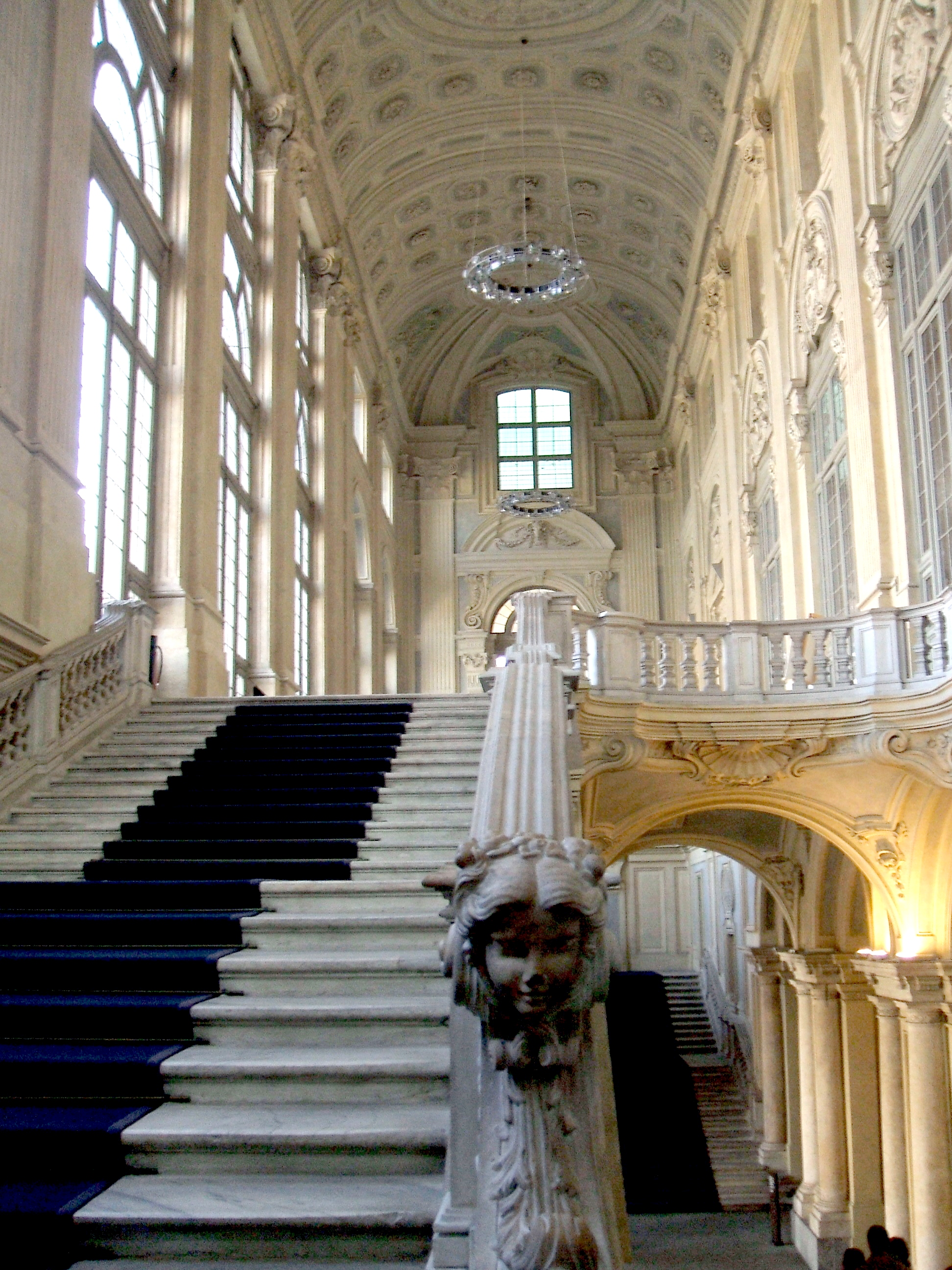
Palais Madame.

### La ville industrielle
Depuis 1899, Turin est le siège historique du constructeur automobile Fiat. Une exposition internationale des arts décoratifs modernes se tient à Turin en 1902, à l'apogée de l'Art nouveau, et la ville accueille l'Exposition universelle en 1911. À l'époque, Turin passe à 430 000 habitants.
Après la Première Guerre mondiale, les conflits entre les travailleurs et les industriels s'aggravent. Les premières grèves ont lieu ; en 1920, au cours du Biennio rosso, l'usine du Lingotto est occupée. Les ouvriers de la ville forment des comités d’usine, élisent leurs représentants, sur le modèle des soviets. Le patronat adresse une fin de non-recevoir aux demandes des travailleurs. Turin devient un centre industriel important au cours de la première partie du XXe siècle, grâce principalement à l'industrie automobile, de sorte que la ville gagne le surnom de la capitale de l'automobile.
Turin est la cible de bombardements stratégiques des Alliés pendant la Seconde Guerre mondiale ; elle est lourdement endommagée par les raids aériens. La ville est une cible en raison de sa production industrielle, dont Fiat, qui produit des avions, des chars et des automobiles pour l'effort de guerre de l'Axe. Turin est libérée par les partisans italiens le 25 avril 1945 après une insurrection générale. « La population de la ville et les ouvriers d'usine en particulier durent assumer l'essentiel des combats. La bataille fit rage autour des usines occupées par les travailleurs - Lancia, Spa, Grandi Motori, Fiat Mirafiori, Ferriere, et bien d'autres. Les ouvriers résistèrent avec détermination jusqu'à ce que les partisans contre-attaquent, balayant les restes des forces fascistes ».

### Turin moderne

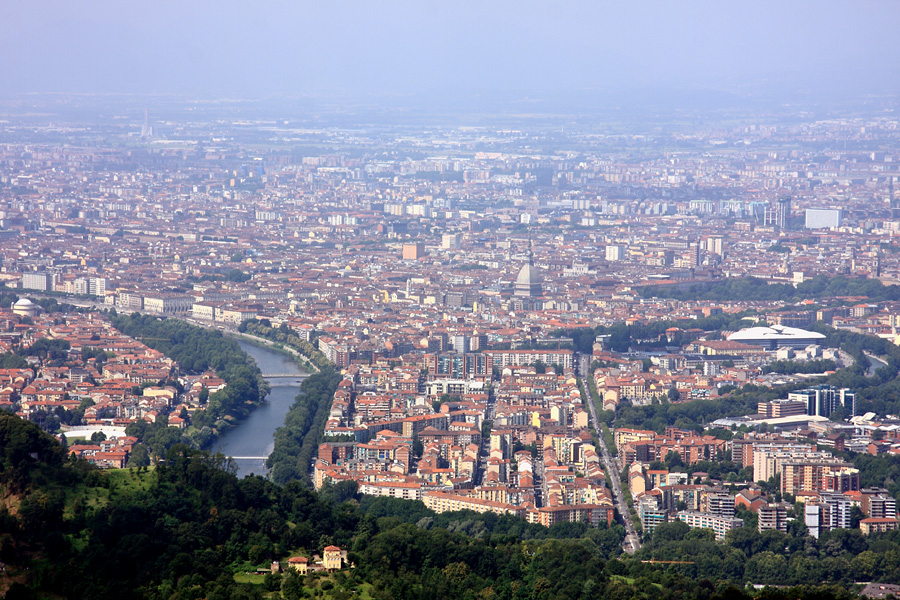
Turin vue de Superga.

Après la Seconde Guerre mondiale, Turin est rapidement reconstruite et sa base industrielle connaît un développement considérable durant les années 1950 et 1960, ce qui attire des centaines de milliers de migrants venus des régions du sud de l'Italie. En 1957, la ville partage avec Bordeaux le Prix de l'Europe. La population atteint 1 million d'habitants en 1960 et culmine à près de 1,2 million en 1971. Dans les années 1970 et 1980, la crise de l'industrie automobile frappe durement la ville, et sa population commence à décroître fortement, perdant plus d'un quart de son total en 30 ans.
Après 35 jours de grève, la marche des quarante mille le 14 octobre 1980 à Turin est une manifestation antisyndicale qui pousse le syndicat à clore le conflit par un accord en faveur de Fiat. En quelques années, le nombre de salariés du groupe Fiat chute de 200 000 à 120 000 dans tout le pays.
En 1983, l'équipe municipale menée par le communiste Novelli depuis huit ans est contrainte à la démission en raison de leur implication dans une affaire de corruption pour des opérations immobilières et de travaux publics, pour laquelle sont arrêtés le chef du groupe communiste à l'assemblée régionale du Piémont, trois adjoints municipaux socialistes et d'autres membres des administrations régionale et municipale.
En 2006, Turin accueille les XXes Jeux olympiques d'hiver. Les investissements effectués à cette occasion dans la ville et les infrastructures — telles que le métro — contribuent à sa modernisation.
En 2012, Turin accueille la dix-huitième édition du festival international de chant choral, Europa Cantat.
Le 3 juin 2017, une bousculade lors de la projection de la finale de la Ligue des champions fait 2 morts et 1 526 blessés.
Le 8 octobre 2021, l'Union européenne de radio-télévision (UER) et le radiodiffuseur italien RAI ont annoncé que la ville accueillerait le Concours Eurovision de la chanson 2022 au Pala Alpitour, à la suite de la victoire de l'Italie au concours de 2021. Les demi-finales du concours ont eu lieu les 10 et 12 mai 2022 et la finale le 14 mai 2022. Cela aura été la première fois que Turin accueille le concours.

## Administration
Turin est divisée en 10 arrondissements qui ne correspondent pas nécessairement aux quartiers historiques de la ville.
| Période                                  | Période  | Identité                  | Étiquette | Qualité |
| ---------------------------------------- | -------- | ------------------------- | --------- | ------- |
| 1945                                     | 1946     | Giovanni Roveda           | PCI       |         |
| 1946                                     | 1948     | Celeste Negarville        | PCI       |         |
| 1948                                     | 1951     | Domenico Coggiola         | PCI       |         |
| 1951                                     | 1962     | Amedeo Peyron             | DC        |         |
| 1962                                     | 1964     | Giovanni Carlo Anselmetti | DC        |         |
| 1964                                     | 1965     | Luciano Jona              | PLI       |         |
| 1965                                     | 1968     | Giuseppe Grosso           | DC        |         |
| 1968                                     | 1970     | Andrea Guglielminetti     | DC        |         |
| 1970                                     | 1973     | Giovanni Porcellana       | DC        |         |
| 1973                                     | 1973     | Guido Secreto             | PSI       |         |
| 1973                                     | 1975     | Giovanni Picco            | DC        |         |
| 1975                                     | 1985     | Diego Novelli             | PCI       |         |
| 1985                                     | 1987     | Giorgio Cardetti          | PSI       |         |
| 1987                                     | 1990     | Maria Magnani Noya        | PSI       |         |
| 1990                                     | 1992     | Valerio Zanone            | PLI       |         |
| 1992                                     | 1993     | Giovanna Cattaneo Incisa  | PRI       |         |
| 1993                                     | 2001     | Valentino Castellani      | DS        |         |
| 2001                                     | 2011     | Sergio Chiamparino        | PD        |         |
| 2011                                     | 2016     | Piero Fassino             | PD        |         |
| 2016                                     | 2021     | Chiara Appendino          | M5S       |         |
| 2021                                     | en cours | Stefano Lo Russo          | PD        |         |
| Les données manquantes sont à compléter. |          |                           |           |         |

### Hameaux
- Villaretto ;
- Reaglie ;
- Cavoretto.

### Communes limitrophes
Venaria Reale, Settimo Torinese, Borgaro Torinese, San Mauro Torinese, Collegno, Rivoli, Baldissero Torinese, Grugliasco, Pino Torinese, Orbassano, Pecetto Torinese, Beinasco, Moncalieri, Nichelino.

## Démographie
| Pays de naissance | Population |
| ----------------- | ---------- |
| Roumanie          | 47 675     |
| Maroc             | 17 532     |
| Pérou             | 7 041      |
| Albanie           | 5 371      |
| Chine             | 4 441      |
| Égypte            | 3 291      |
| Moldavie          | 2 951      |
| Philippines       | 2 713      |
| Nigeria           | 2 645      |
| Brésil            | 1 804      |
| Tunisie           | 1 604      |
| Équateur          | 1 345      |
| Sénégal           | 1 312      |
| France            | 1 171      |
| Espagne           | 656        |
| Ukraine           | 637        |
| Bangladesh        | 592        |

Le document le plus ancien sur la population de Turin date de l'année 1377 : cette année-là, la ville compte 4 200 habitants. En 1598, ils sont 11 600, 36 400 en 1631, 80 700 en 1799, 137 000 en 1848.
Habitants recensés (en milliers)

## Économie

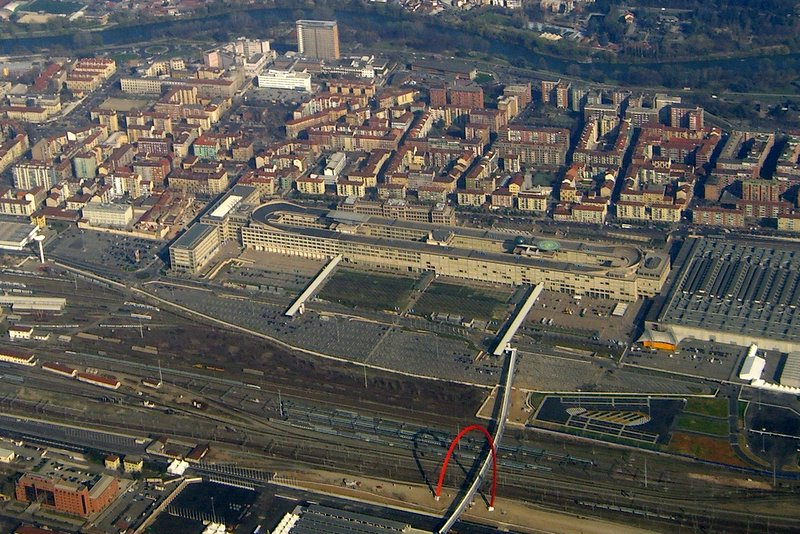
Le Lingotto.

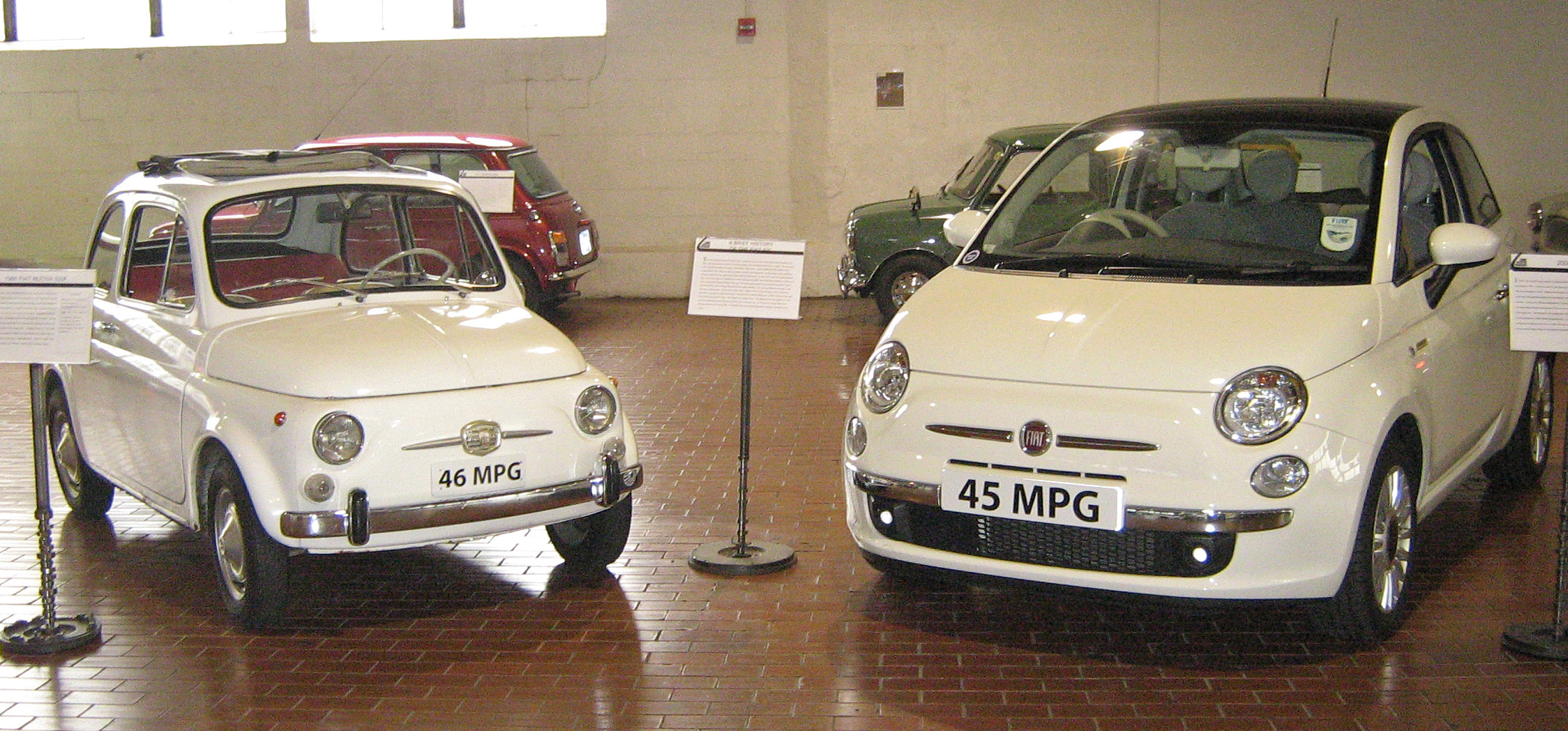
, (1957)-(2007).

Turin est un centre industriel important où se trouve l'ancien siège de l'entreprise automobile Fiat, maintenant situé aux Pays-Bas depuis le rachat de Chrysler par le groupe Fiat (FIAT-Chrysler). La ville a un PIB de 58 milliards de dollars et est la 78e ville la plus riche en pouvoir d'achat.
Turin est le foyer du complexe industriel du Lingotto, qui fut à une époque la plus grande usine automobile du monde, et abrite aujourd'hui un centre des congrès, une salle de concert, un multiplexe, une galerie d'art, un centre commercial et un hôtel. Les autres grandes entreprises fondées à Turin sont Lancia, Pininfarina, Bertone, Sparco, Italdesign, Ghia, Fioravanti, Stola, Intesa Sanpaolo le grand groupe bancaire, Borbonese (it) et Mialuis dans le cuir, Kristina Ti et Fisico dans le prêt-à-porter, Carlo Pignatelli dans le vêtement de mariage, Kappa dans le sport, Superga, Invicta (1821), Laura Tonatto, Nicolao 1804 et Xerjoff dans le monde des parfums haut de gamme, Lavazza et Vergnano dans le café, Martini & Rossi et les fabriques de chocolat Caffarel, Streglio (it), Guido Gobino, Domori (en).
La ville est également connue pour son industrie de l'aéronautique (Alenia). Les modules Harmony, Columbus et Tranquillité, composants de la Station spatiale internationale, ainsi que la coupole et tous les MPLM ont été produits à Turin. Les projets des futurs lanceurs européens au-delà d'Ariane 5 seront aussi gérés depuis Turin, par la nouvelle société NGL, une filiale d'EADS (70 %) et la Leonardo Division des Avions (30 %).
Turin est aussi le berceau de quelques-unes des principales entreprises du pays, telles Telecom Italia, la RAI, et le cinéma. La plupart de ces industries ont déménagé depuis leur siège dans d'autres parties de l'Italie, mais Turin conserve encore le musée national du Cinéma (dans le bâtiment du môle d'Antonelli).
Turin s'est aussi imposée comme une destination touristique de plus en plus populaire, soit la 203e dans le monde en 2008, avec environ 240 000 arrivées internationales chaque année. Elle est la 10e destination de l'Italie après Rome, Milan, Venise, Florence, Naples, Palerme, Rimini, Vérone et Gênes.

## Transports

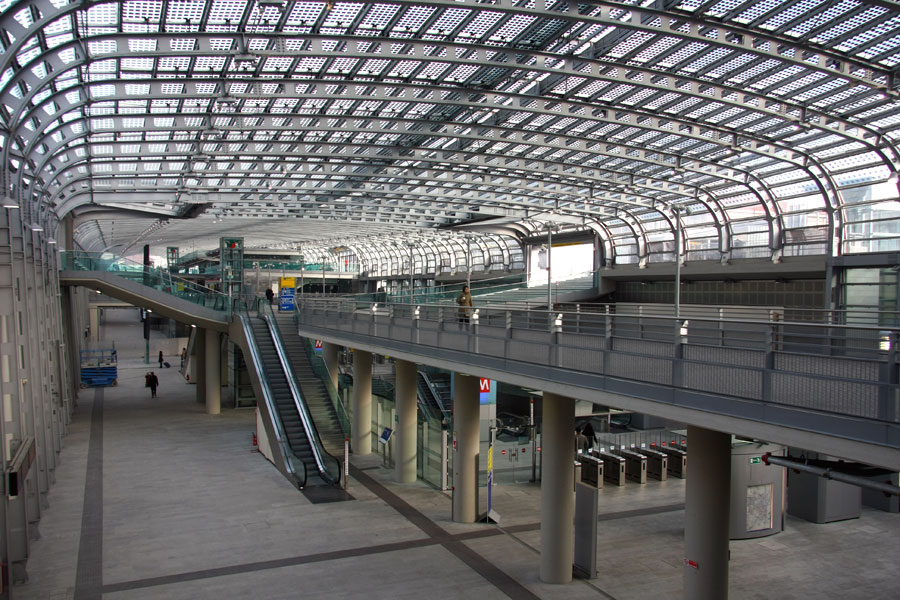
La gare de Turin-Porta-Susa.

### Transport ferroviaire
Sur le plan ferroviaire, la ville de Turin est desservie par cinq gares : Porta Susa, Turin-Lingotto, Turin-Stura, Turin-Rebaudengo Fossata et Porta Nuova qui est la gare principale disposée en terminus. Elle se trouve au débouché de la ligne du Mont-Cenis, qui par le tunnel ferroviaire du Fréjus, relie les réseaux ferroviaires français et italiens Trenitalia, la ville est ensuite reliée au reste du pays par le réseau InterCity (horaire cadencé) et les ETR 500 (trains à grande vitesse).
Une ligne de train à grande vitesse (TGV, TAV en italien) reliant Lyon à Turin via Chambéry, comprenant plusieurs tunnels sous les Alpes, et couplée à une ligne nouvelle de transports de marchandises, est en projet. Ses sections italienne et internationale pourraient être mise en service vers 2032. Par ailleurs, la ligne à grande vitesse Turin-Milan a été mise en service le 13 décembre 2009. Le tronçon entre Turin et Novare a déjà été mis en service en 2005. Cette ligne permet de raccorder Turin au réseau à grande vitesse Milan-Rome-Naples. Une ligne est en construction entre Milan et Trieste, à l'est.

### Transport en commun

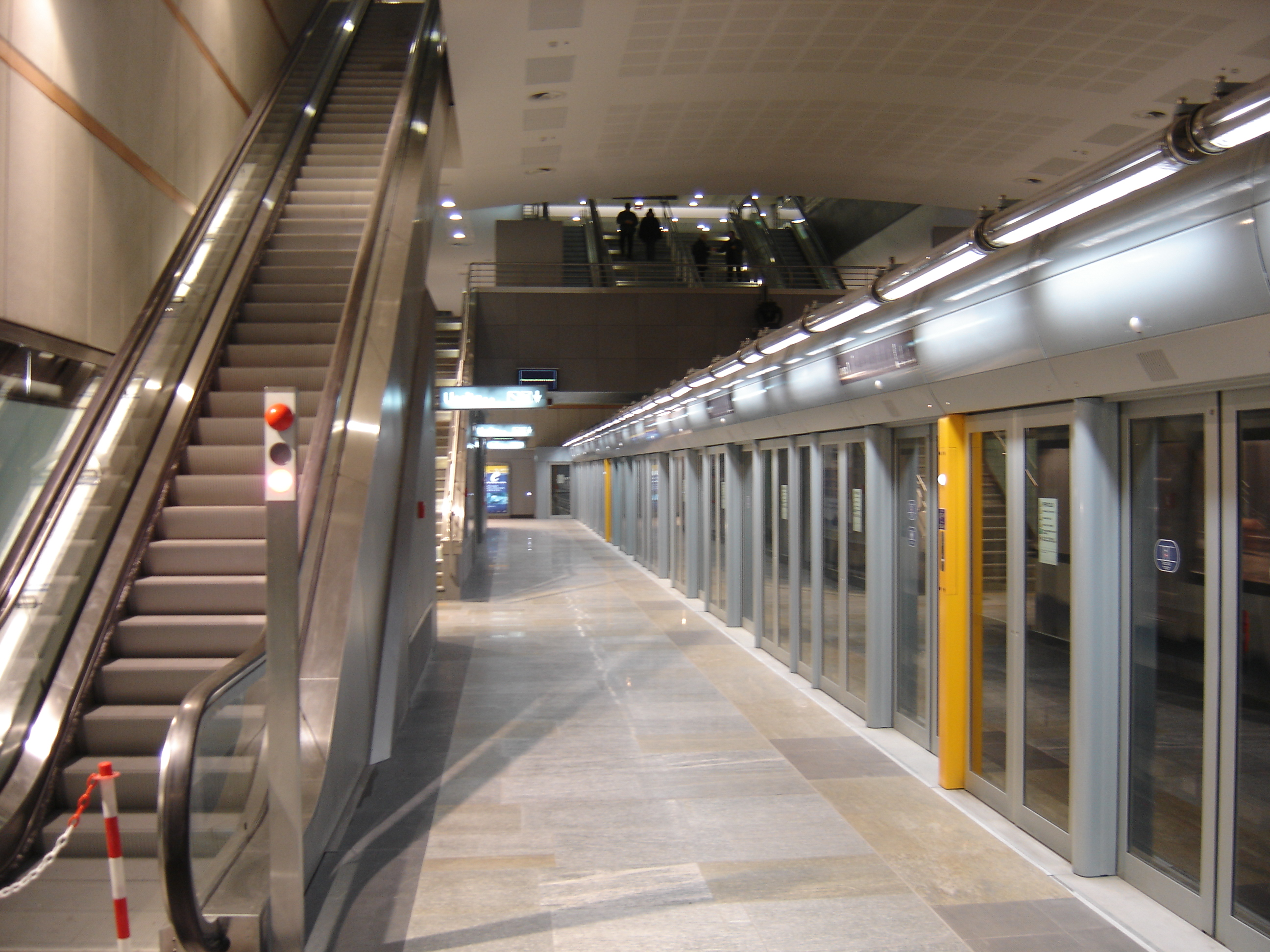
Le métro de Turin.

Turin dispose d'un réseau de tramways. Une ligne de chemin de fer à crémaillère relie le quartier de Sassi à la basilique de Superga. Une ligne de métro automatique de type véhicule automatique léger (VAL) a été inaugurée à l'occasion des Jeux olympiques d'hiver : elle a d'abord relié la place XVIII Dicembre, près de la gare de Porta Susa, à la périphérie ouest de la ville, avant d'être prolongée jusqu'à la gare de Porta Nuova en 2007, au quartier du Lingotto en 2011 et à la Piazza Benghazzi en 2021.

### Transport aérien
L'aéroport Sandro-Pertini de Turin Caselle est situé à 16 km au nord du centre-ville. Il est relié à la ville par une autoroute (Raccordo Autostradale Torino-Caselle) et par un train métropolitain.

## Éducation

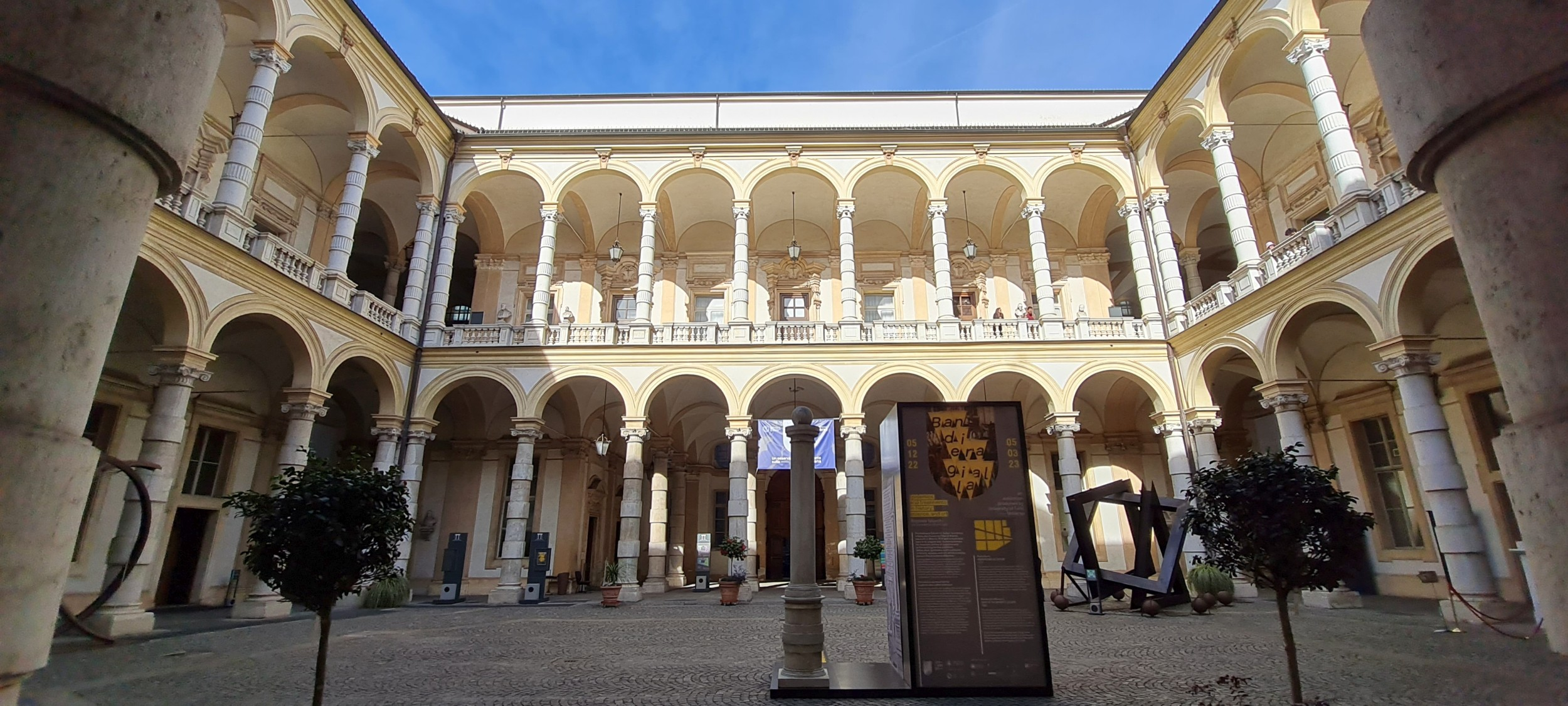
L'Université de Turin.

Chaque année, la ville de Turin accueille 100 000 étudiants.
Turin abrite l'une des plus anciennes universités d'Italie, l'université de Turin, qui se classe toujours parmi les meilleures universités d'Italie. Une autre université établie dans la ville est l'École polytechnique de Turin, qui se classe parmi les 50 premières universités dans le monde et numéro 1 en Italie. L'école de commerce ESCP Europe, classée parmi les 10 meilleures écoles de commerce en Europe, a également un campus à Turin. Ces dernières années, deux petits établissements de langue anglaise de l'enseignement supérieur ont été ouverts (St. John International University, International University College de Turin).
En 2023, Turin a accueilli le congrès mondial d’espéranto.

## Culture

### Littérature
Depuis de nombreux siècles et notamment depuis la création de la cour du duché de Savoie, Turin a attiré les écrivains.
L'un des écrivains les plus célèbres du XVIIe siècle est Giambattista Marino, qui, en 1608, s'installe à la cour de Charles-Emmanuel Ier de Savoie, bien qu'il y ait pourtant subi une tentative d'assassinat par un rival, Gaspar Murtola, et a ensuite été emprisonné pendant un an pour ce qu'il avait dit et écrit contre le duc, et peut-être pour cela, en 1615, il quitta Turin et s'installa en France.
Les principales figures littéraires au cours de l'époque baroque à Turin ont été Emanuele Tesauro et Alessandro Tassoni, puis le poète Vittorio Alfieri qui y a séjourné pendant quelque temps. La situation était très différente au XIXe siècle, surtout après que la ville est devenue un point de référence pour l'unification italienne et, ultérieurement, la capitale du royaume d'Italie. En effet, dans ces années de nombreux écrivains résidaient dans la ville : Tommaseo, Settembrini et John Meadows (en) ou encore Olimpia Savio, une femme majeure de la littérature et de la culture de cette époque.
À la fin du XIXe et début du XXe siècle, Turin accueillait des écrivains comme Guido Gozzano, Edmondo De Amicis, Emilio Salgari et Dino Segre, connu sous le pseudonyme de Pitigrilli.
Turin a un rôle très important dans la littérature italienne après la Seconde Guerre mondiale : elle agit comme un catalyseur avec la maison d'édition fondée en 1933 par Giulio Einaudi auprès de laquelle ont travaillé des intellectuels renommés dont Felice Balbo, Norberto Bobbio, Italo Calvino, Cesare Cases, Gianfranco Contini, Oreste del Buono, Carlo Dionisotti, Franco Fortini, Carlo Fruttero, Leone Ginzburg, Natalia Ginzburg, Antonio Giolitti, Franco Lucentini, Massimo Mila, Carlo Muscetta, Cesare Pavese, Giaime Pintor, Vittorio Strada, Franco Venturi, Elio Vittorini.

### Cinéma

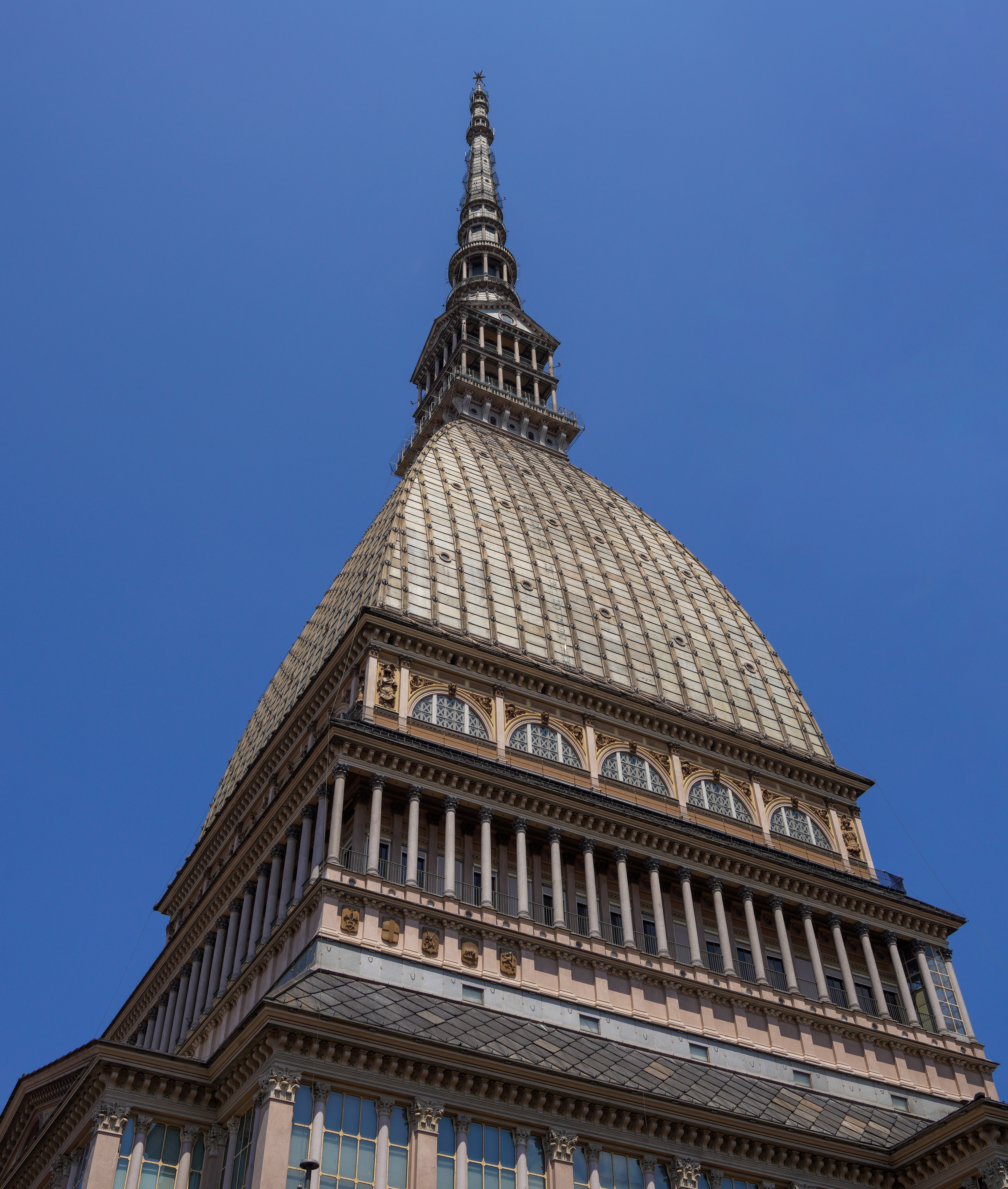
La Mole Antonelliana, siège du musée national du cinéma, à Turin.

Turin est la ville par laquelle le cinéma a été introduit en Italie, en raison de la proximité historique, géographique et culturelle avec le cinéma français et les frères Lumière de Lyon. C'est à Turin, en mars 1896, que les inventeurs ont effectué le repérage du premier tournage d'un film jamais produit en Italie et, en novembre, dans la Via Po, la première représentation devant un public payant.
Certains des premiers films italiens ont d'abord été diffusés à Turin à partir de 1907. Ce fut le cas du film de Giovanni Pastrone, Cabiria, en 1914, l'un des premiers films à succès de l'histoire.
En 1956, le musée national du Cinéma a ouvert, d'abord hébergé dans le Palazzo Chiablese, puis, à partir de 2000, dans le bâtiment de la Mole Antonelliana. Dans les années 1980 un groupe d'universitaires et de critiques de Turin a donné naissance, avec le soutien des autorités locales, au festival du film, qui depuis 1997 a été rebaptisé le « Festival du film de Turin » pour obtenir un point de référence au niveau international, en particulier pour le cinéma expérimental et de la jeunesse, en second lieu après le Festival du film de Venise en Italie.
Se tiennent également dans la ville le Festival du film Lovers (festival LGBT), le Festival international du cinéma féminin, le Festival du film Sottodiciotto lié aux thèmes de l'adolescence, CinemAmbiente et VIEW Conference, un événement consacré à la réalité virtuelle.
Aujourd'hui, Turin est un des centres principaux du cinéma et de la télévision en Italie.

### Arts
Le duc Emmanuel-Philibert de Savoie a permis à Turin de devenir un important tribunal et les ducs avaient l'ambition de transformer la ville en une grande capitale artistique et culturelle. C'est pourquoi un grand nombre d'artistes de grande réputation, en particulier les architectes et les planificateurs, comme Carlo di Castellamonte (it) et son fils Amedeo, Guarino Guarini et, au XVIIIe siècle, Filippo Juvarra ont fait construire de beaux bâtiments.
Quant à la peinture et les arts visuels, Turin devient un point de référence, en particulier au XXe siècle. Dans les années 1920, grâce au peintre Felice Casorati, qui a inspiré un certain nombre d'étudiants, appelé le groupe des six de Turin, dont Carlo Levi, Henry Paolucci, Gigi Chessa, Francis Menzio, Nicola Galante et Jessie Boswell. Dans ce courant également, deux artistes importants : le sculpteur Umberto Mastroianni et l'architecte Carlo Mollino.
Entre les années 1960 et 1970, Turin est devenue le centre international de l'Arte Povera, avec la présence dans la ville d'artistes tels que Alighiero Boetti, Mario Merz, Giuseppe Penone, Piero Gilardi et Michelangelo Pistoletto.
Ces années sont marquées par l'influence artistique forte d'un designer, Armando Testa, le fondateur de l'agence de publicité. Opèrent actuellement dans la ville des artistes établis, comme Ugo Nespolo et Carol Rama.

### La première organisation internationale des étudiants
C'est à Turin que fut fondée le 15 novembre 1898 par le Turinois Efisio Giglio-Tos la Corda Fratres - Fédération internationale des étudiants, appelée aussi Corda Fratres - F.I.D.E. ou simplement Corda Fratres, une organisation internationale, ni politique, ni religieuse, ni commerciale, ni humanitaire, festive et fraternelle d'étudiants.
Disparue dans les années 1920, elle compta des dizaines de milliers d'adhérents sur les cinq continents et fut la première — et seule à ce jour[Quand ?] — société festive et carnavalesque universelle et la première association internationale des étudiants.

### Un foyer d'idées politiques

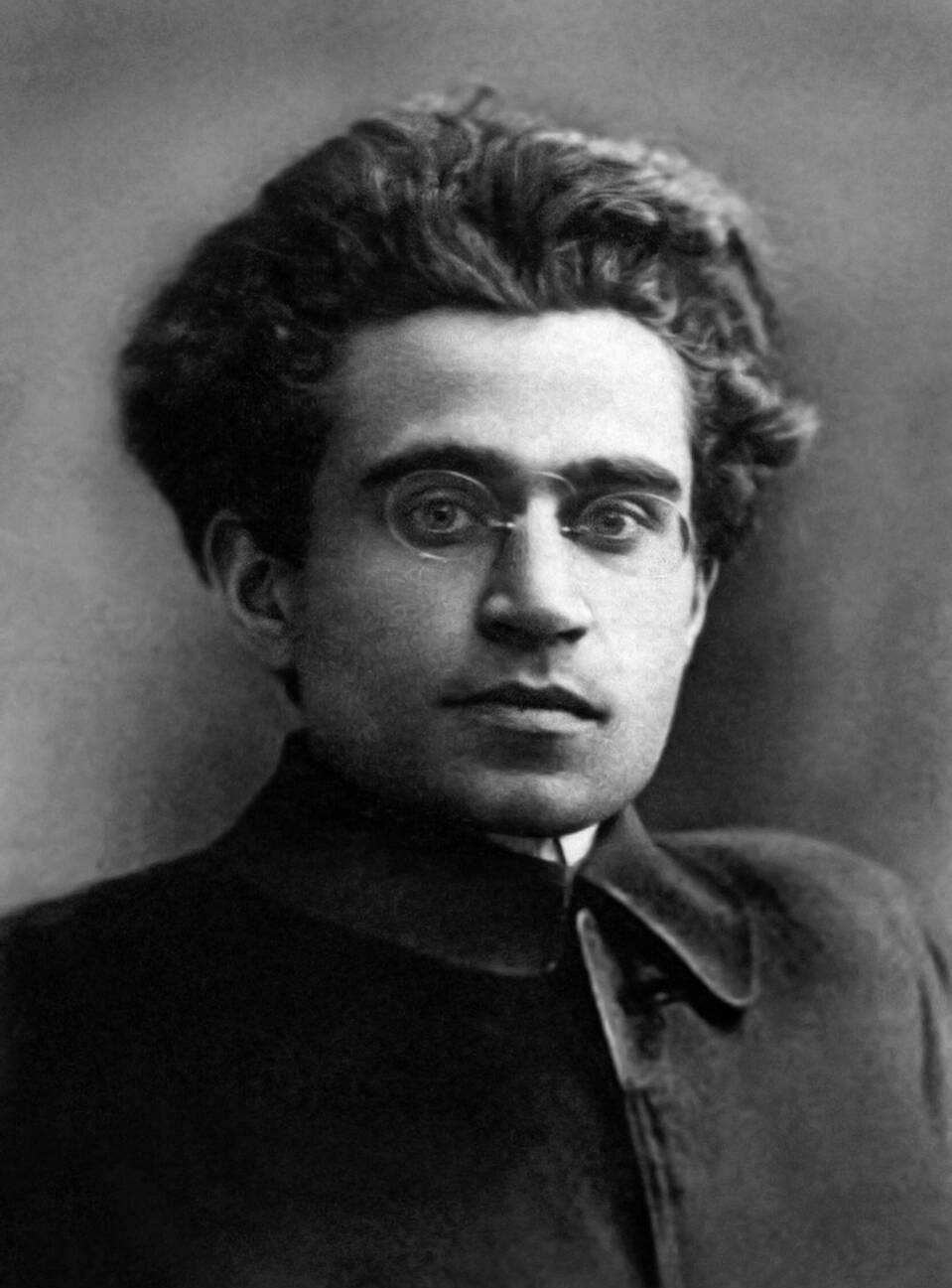
Portrait d'Antonio Gramsci.

Lors du Risorgimento, la ville de Turin devient le foyer de la lutte pour l'unification italienne. Au début, ce plan a été poursuivi par un groupe de modérés du Piémont catholique et fidèle à la monarchie : parmi eux se trouvaient Vincenzo Gioberti, Cesare Balbo et Massimo d'Azeglio, convaincus que l'unification de l'Italie serait une fédération dirigée par le pape et par l'armée de Charles-Albert de Sardaigne. Tel était le plan du néo-guelfisme, une pensée politique fondée sur l'unification derrière le pape.
Camillo Cavour a repris certaines de leurs idées, mais dans un sens plus libéral et progressiste. Il rejetait l'insurrection et la vision démocratique de Giuseppe Mazzini, il était un partisan d'un programme de réformes économiques et sociales qui devait conduire d'abord le Piémont et puis l'Italie, grâce à l'alliance des élites de la péninsule, au niveau des nations avancées. Devenu Premier ministre, Cavour s'oriente vers un système d'alliances avec Napoléon III et le Royaume-Uni qui conduisent des gouvernements libéraux. Cavour a encouragé la liberté d'association, les sociétés d'aide mutuelle et l'éducation populaire.
Un renouvellement de la pensée libérale est venu avec le nouveau siècle, en raison de la participation massive et accrue à la vie politique et la croissance du mouvement ouvrier, incarnées par Piero Gobetti.
Gobetti condamnait la classe dirigeante libérale qui a conduit au fascisme, tout en se considérant comme l'héritier de la pensée de Cavour. Toutefois, Gobetti incluait le prolétariat et la bourgeoisie dans le moteur du renouveau moral et politique de la nation.
Dans la même ville, immédiatement après la Première Guerre mondiale, Antonio Gramsci, Palmiro Togliatti, Angelo Tasca et Umberto Terracini avaient donné naissance au magazine « Le nouvel ordre », qui constituait le noyau du Parti communiste italien en 1921. Ce magazine condamnait les socialistes réformistes, en prenant exemple sur les conseils d'usine soviétique et l'expérience de la ligne de la lutte politique.
Turin a été au centre de la culture politique italienne grâce à l'apport de nombreux intellectuels après la Seconde Guerre mondiale, entre autres, le groupe d'étudiants et de professeurs qui ont servi dans les rangs de la Justice et la Liberté et Parti de l'action, les héritiers de la pensée Gobetti (entre autres, Cesare Pavese, Massimo Mila, Natalia Ginzburg, Alessandro Galante Garrone, Vittorio Foa et Norberto Bobbio).

## Sports

La ville a accueilli les Jeux olympiques d'hiver en 2006.

### Jeux olympiques 2006
Turin a accueilli les Jeux olympiques d'hiver du 10 au 26 février 2006.

### Football
La ville est également renommée pour ses équipes de football, la Juventus et le Torino FC. La Juventus est le club le plus titré d'Italie et aussi le plus soutenu au niveau national. Les tifosi du « Toro », de leur côté, affirment que dans la ville c'est leur équipe qui totalise le plus grand nombre de supporters.
Le Stadio delle Alpi a été l'un des stades d'accueil pour la Coupe du monde de football de 1990. Il a été démoli en 2006 pour faire place au nouveau stade de la Juventus : le Juventus Stadium.

#### Torino Football Club
Créé en 1906, le club du taureau fut l'une des premières équipes de football italienne. En 1949, dans la catastrophe aérienne de Superga, un avion transportant près de l'ensemble de l'équipe du FC Torino (à cette époque, l'équipe la plus importante en Italie et connue comme la Grande Torino) s'est écrasé dans la basilique de Superga dans les collines de Turin. 31 personnes périrent dans le crash.

#### Juventus
Lors de l'été 2018, le club s'offre les services de Cristiano Ronaldo pour environ 105 millions d'euros dans ce que les médias italiens ont appelé « l'affaire du siècle ». Ce transfert est réalisé alors que les recettes de la Juventus ont plus que doublé en cinq ans (+107 %), en passant de 195 millions d'euros en 2012 à 406 en 2017.

### Aviron
La FISA (Fédération internationale d'aviron) a été fondée à Turin en 1892.

## Gastronomie

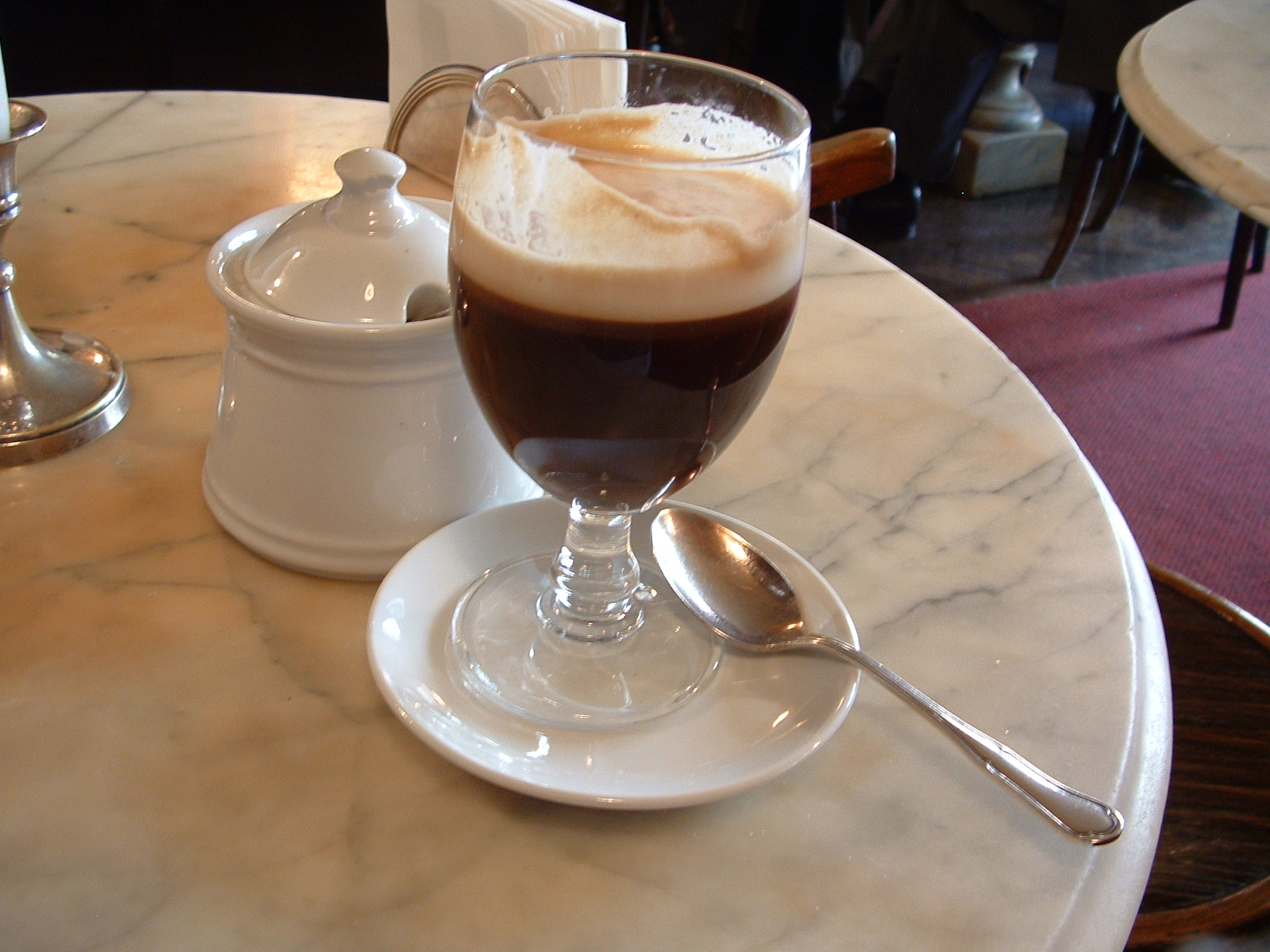
Le Bicerin.

Les entreprises de production de chocolat à Turin produisent un chocolat typique, appelé Gianduiotto, du nom de Gianduja, un masque de la Commedia dell'arte locale, ainsi que de nombreux autres types de chocolat. Chaque année, la ville organise CioccolaTò, un festival de deux semaines consacré au chocolat avec les principaux producteurs de chocolat piémontais, comme Caffarel, Streglio, Venchi et autres, ainsi que certaines grandes sociétés internationales, telles Lindt & Sprüngli.
La chaîne de magasins de produits alimentaires Eataly ouvre son premier point de vente au Lingotto en janvier 2007. Le concept s'exporte dans d'autres villes italiennes (Milan, Bari, Rome, Gênes…) ainsi qu'à l'étranger (Moscou, Tokyo, New York, Boston…).
Le Bicerin est né dans un café turinois, il est reconnu depuis 2001 comme produit piémontais traditionnel. Du côté des boissons, la ville connait plusieurs spécialités comme le Vermouth, le San Simone. Turin a même inventé son propre soda, le Mole Cola qui tire son nom de la Mole Antonelliana.

## Monuments et curiosités
- Architecture civile

'"`UNIQ--templatestyles-0000001C-QINU`"'  - 1Mole Antonelliana
  - 2Palais royal
  - 3Château du Valentino
  - 4Palais Madame
  - 5Palais Carignan
  - 6Porte Palatine
  - 7Lingotto
- Architecture religieuse

'"`UNIQ--templatestyles-0000001C-QINU`"'  - 1Cathédrale Saint-Jean-Baptiste
  - 2Basilique de Superga
  - 3Sanctuaire de Marie Auxiliatrice
  - 4Église Saint-Laurent
  - 5Basilique du Corpus Domini
  - 6Synagogue
- Espace public

'"`UNIQ--templatestyles-0000001C-QINU`"'  - 1Place Vittorio Veneto
  - 2Porta Palazzo (it)
  - 3Place Castello
  - 4Place Carlo-Felice
  - 5Jardins royaux (it)
  - 6Stade olympique
  - 7Allianz Stadium
- Transport

'"`UNIQ--templatestyles-0000001C-QINU`"'  - 1Aéroport Sandro-Pertini de Turin Caselle
  - 2Gare de Turin-Porta-Nuova
  - 3Gare de Turin-Lingotto
  - 4Gare de Turin-Porta-Susa

Le complexe des résidences de la maison royale de Savoie à Turin et dans les villes voisines de Rivoli, Moncalieri, Venaria Reale, Agliè, Racconigi, Stupinigi, Pollenzo et Govone a été déclaré patrimoine mondial par l'UNESCO en 1997.

### Palais
- Le palais royal, construit au XVIIe siècle pour la maison de Savoie.
- La bibliothèque royale de Turin qui jouxte le palais royal.
- Le palais Madame et le palais Carignan sont également des chefs-d'œuvre de l'architecture baroque.
- Le palais Benso di Cavour, autre palais baroque du centre-ville.
- Le château du Valentino, construction unique en son genre en Italie, puisqu'elle mélange un baroque resplendissant à une architecture inspirée des châteaux français.

### Rues
- Le corso Francia, l'avenue la plus longue de Turin,
- Les rues avec arcades qui totalisent 18 kilomètres de promenades abritées et en font une caractéristique de cette ville au climat alpin.

### Places

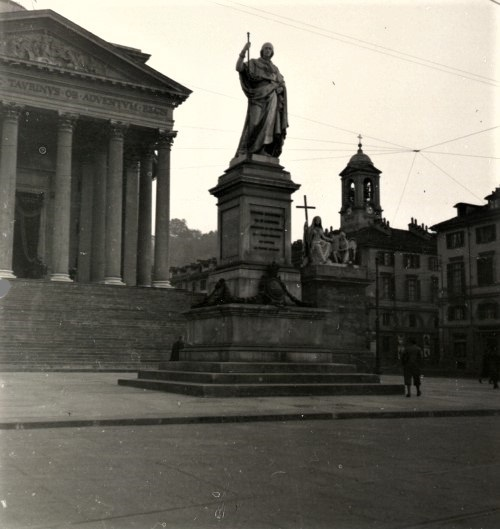
Église Gran Madre.
Photo Mario Gabinio.

- La place Vittorio Veneto, l'une des plus grandes d'Europe (31 000 m2), qui débouche sur l'église de la Gran Madre di Dio.
- La place San Carlo avec la statue équestre d'Emmanuel Philibert, duc de Savoie, sculptée par Carlo Marochetti, l'un des points névralgiques de la ville.
- La Place de l'Hôtel de ville (it), où se trouve l'hôtel de ville et la statue du Comte vert.
- Porta Palazzo (la porte Palatine). De jour, cette gigantesque place, parmi les plus grandes d'Europe, se transforme pour devenir le plus grand marché à ciel ouvert d'Europe. Porta Palazzo est l'âme ethnique de la ville, où se mélangent aux produits piémontais des senteurs et des goûts venus de toute l'Afrique et de l'Asie.
- La place Castello, qui symbolise le cœur de la ville.

### Architecture civile
- La Mole Antonelliana, haute de 167 mètres, domine la ville de sa silhouette caractéristique. Construite à l'origine pour servir de synagogue, c'est aujourd'hui un musée du cinéma,
- Turin est une des villes italiennes des cafés historiques : cafés prestigieux, centenaires, bicentenaires, ceux-ci sont un foyer culturel et culinaire, tels que le Mulassano, qui, en 1925, fit importer le tramezzino de l'Amérique en Italie, où ce petit sandwich de mie de pain est devenu extrêmement apprécié par les Italiens. Des cafés tels que le Fiorio, ont été fréquentés par d'importantes personnalités culturelles et politiques telles que Friedrich Nietzsche, Mark Twain et Cavour,
- Beaucoup de bâtiments témoignent de la spécificité du baroque piémontais, presque l'unique exemple (à part l'église Saint-Bruno-les-Chartreux, à Lyon) de style baroque où les constructions ne sont pas peintes et où les briques sont apparentes.
- Le bourg médiéval dans le parc du Pô. Une reconstitution de village médiéval avec la vision du romantisme du XIXe siècle,
- Le théâtre Regio, une des plus prestigieuses scènes d'opéra d'Italie,
- Le Lingotto est une ancienne usine Fiat, transformée en centre commercial et centre de congrès par Renzo Piano. Le Lingotto est célèbre pour sa piste d'essai automobile sur son toit.

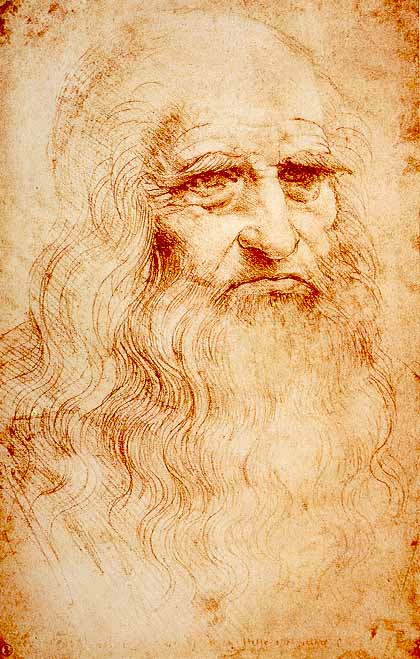
Autoportrait de Léonard de Vinci, Bibliothèque Royale de Turin.
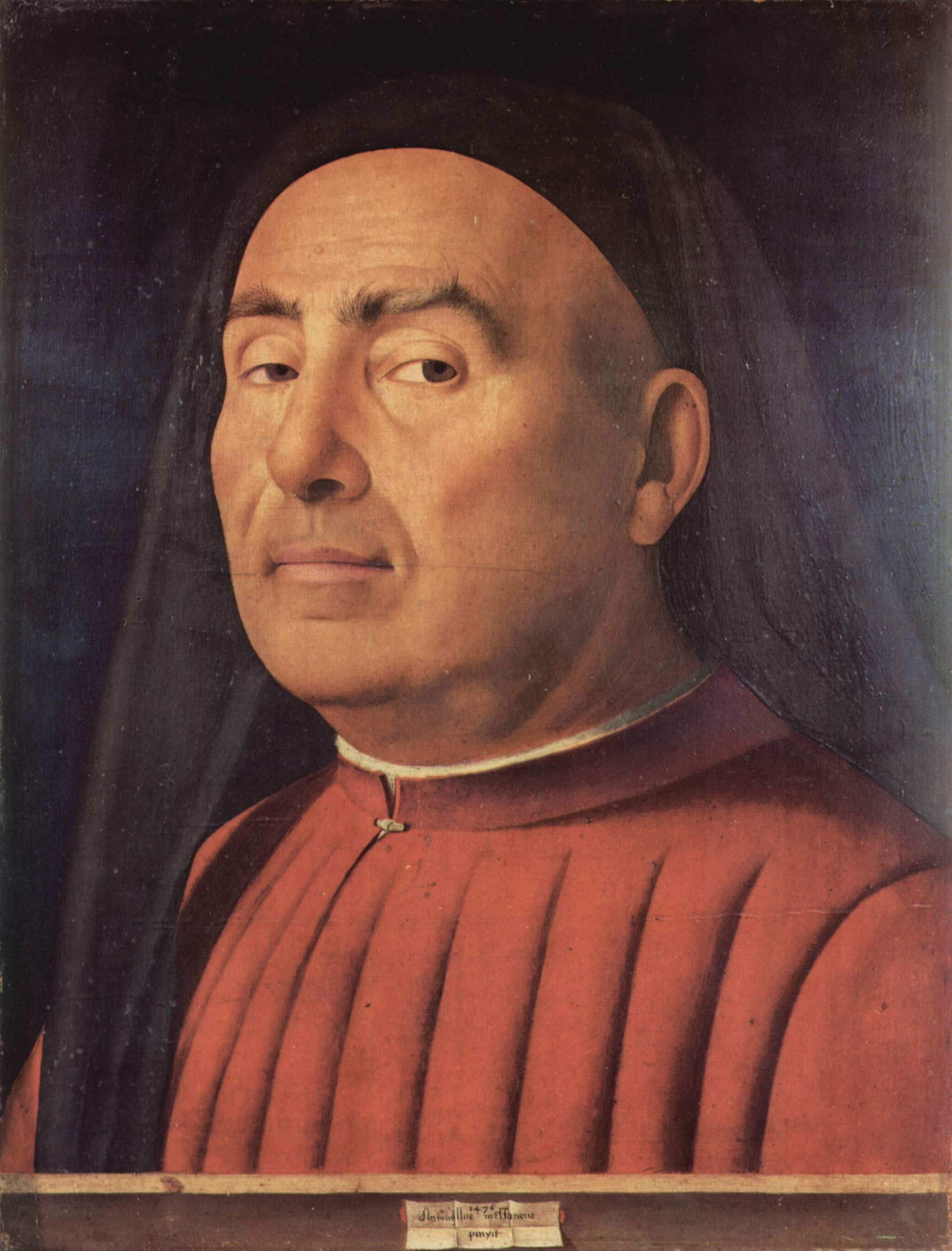
Ritratto Trivulzio, Antonello de Messine, Museo civico d'arte antica.
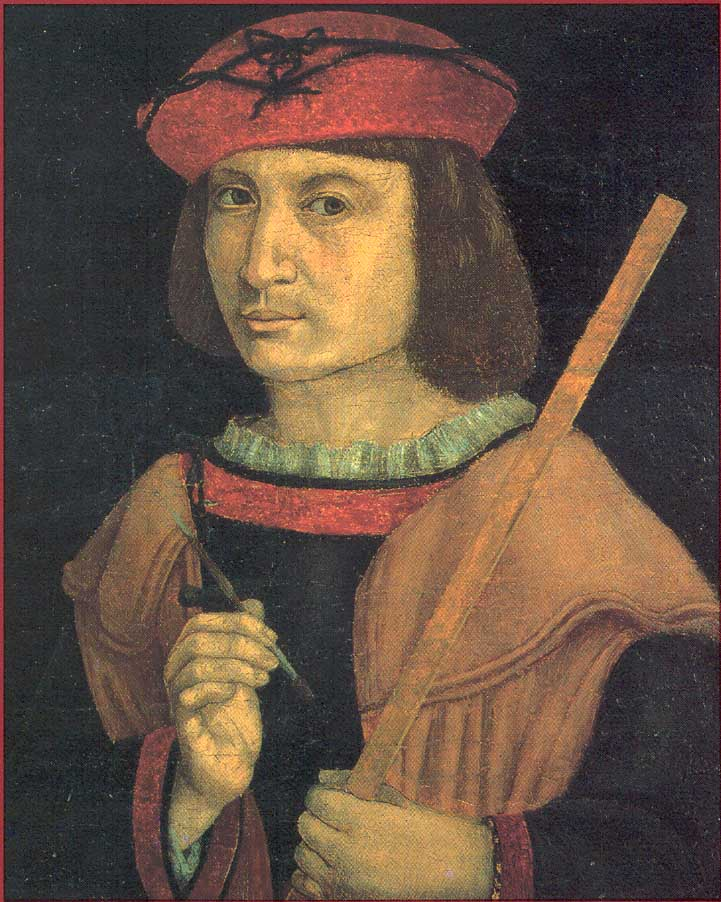
Autoportrait de Macrino d'Alba, Museo civico d'arte antica.
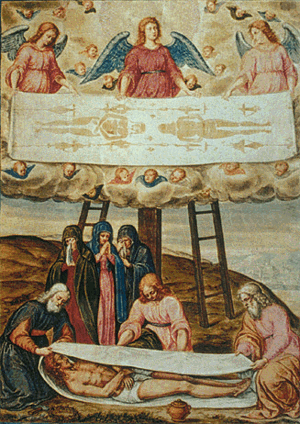
Portrait de Suaire de Turin, Giulio Clovio, Galerie Sabauda.
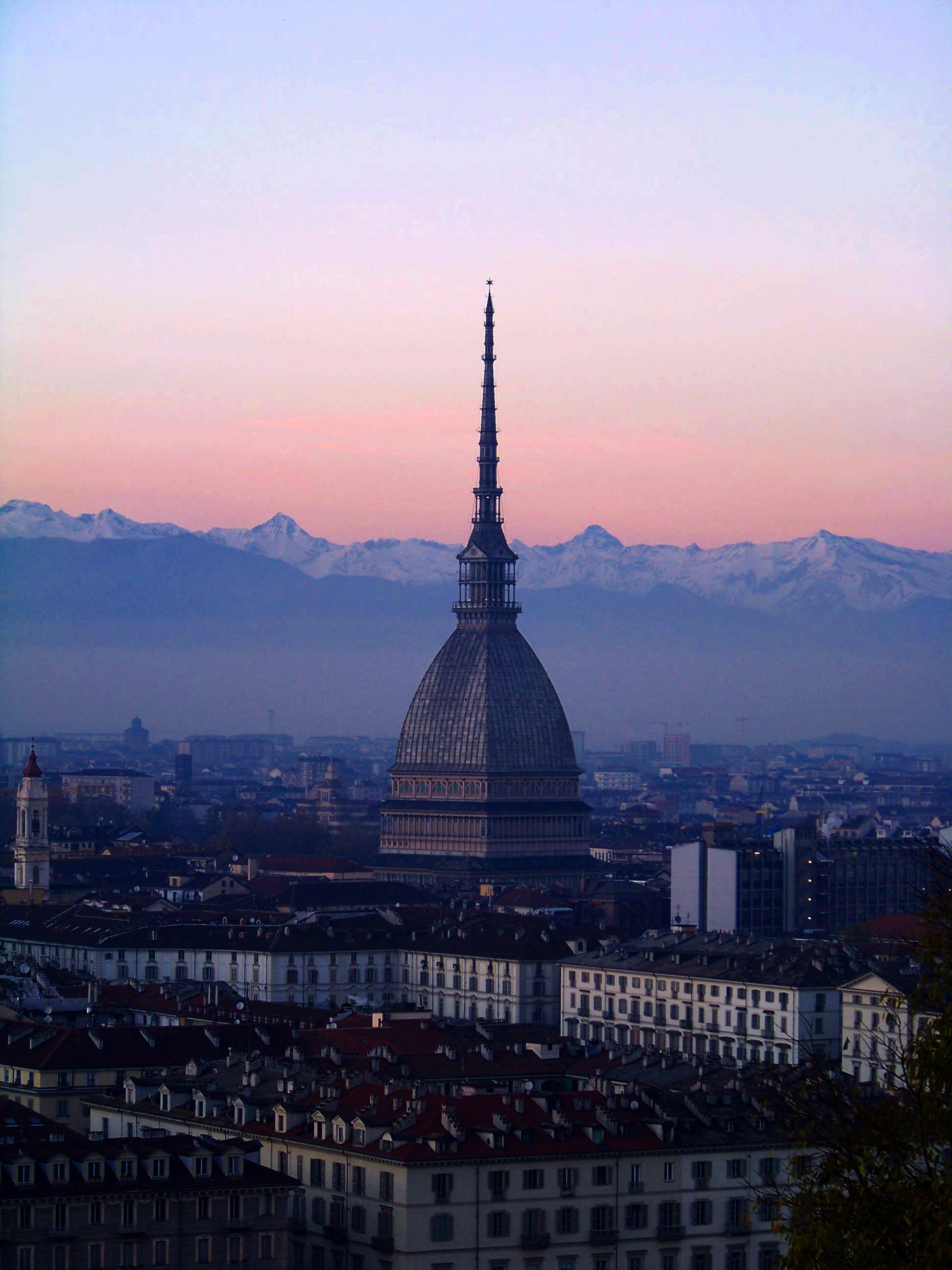
Mole Antonelliana. Musée national du cinéma.
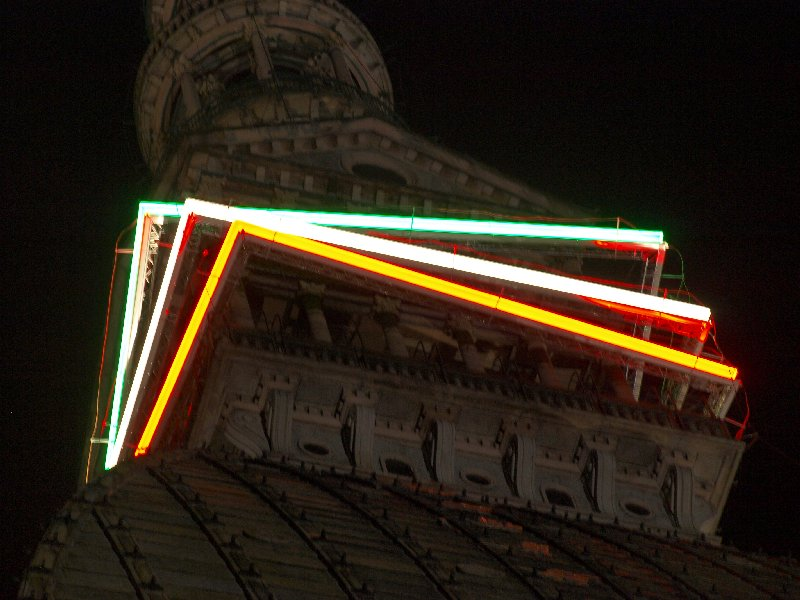
La Mole Antonelliana éclairée pour le 150e anniversaire du Risorgimento.
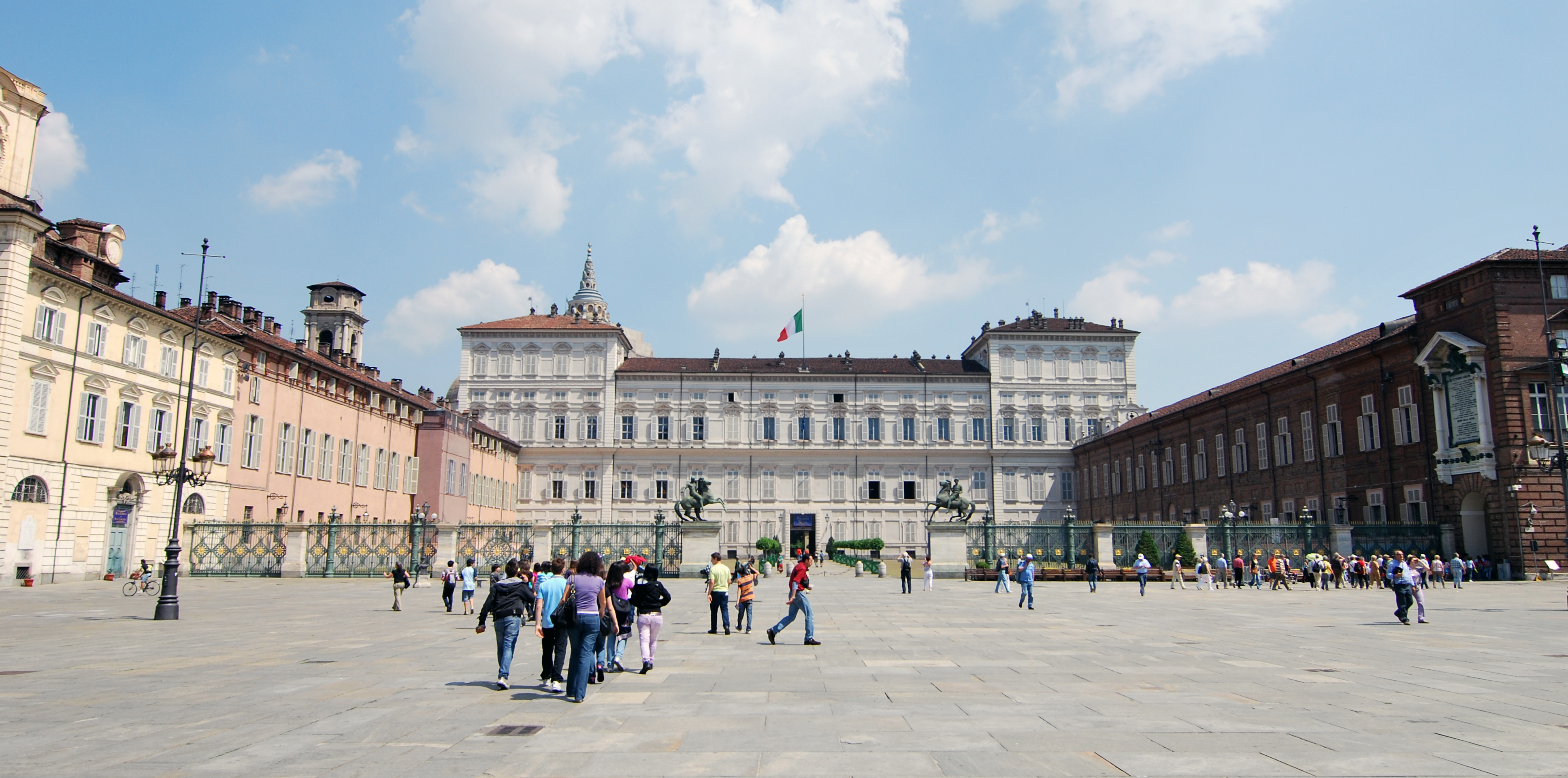
Palais Royal.
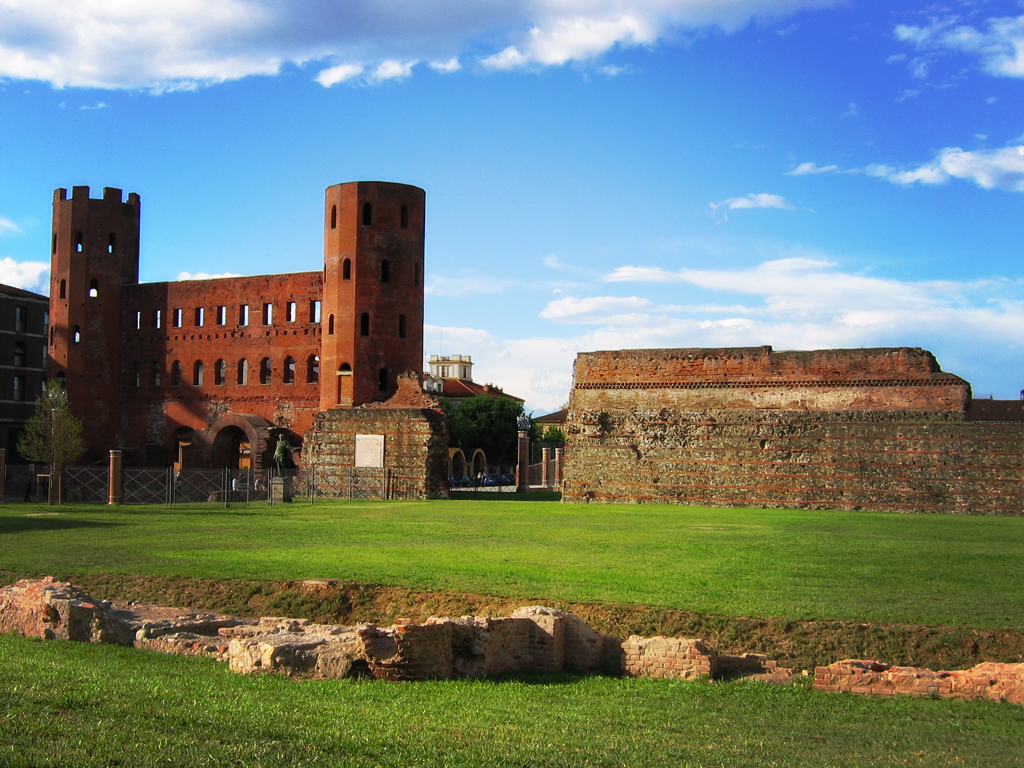
Porte Palatine.
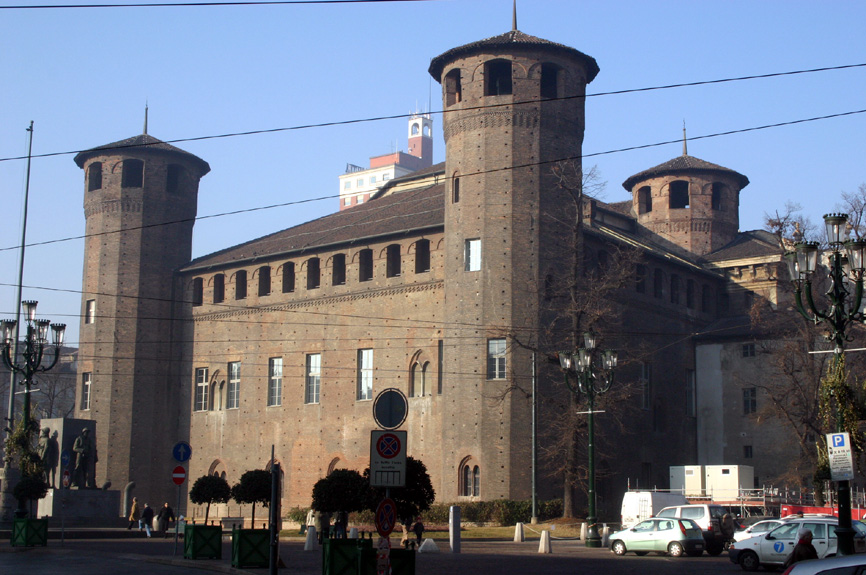
Le château médiéval, vue arrière du bâtiment.
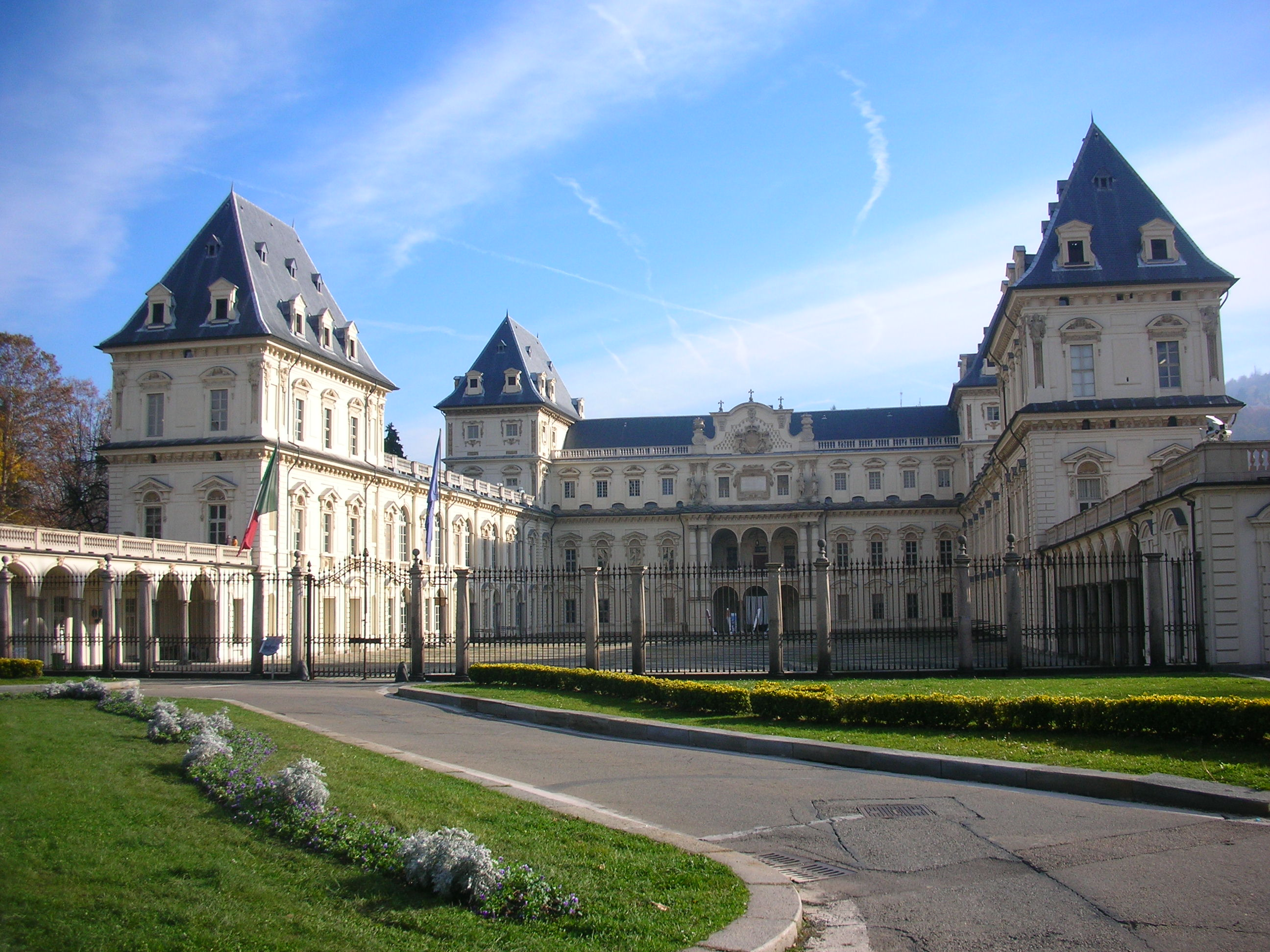
Castello del Valentino, Siège de la faculté d'architecture.
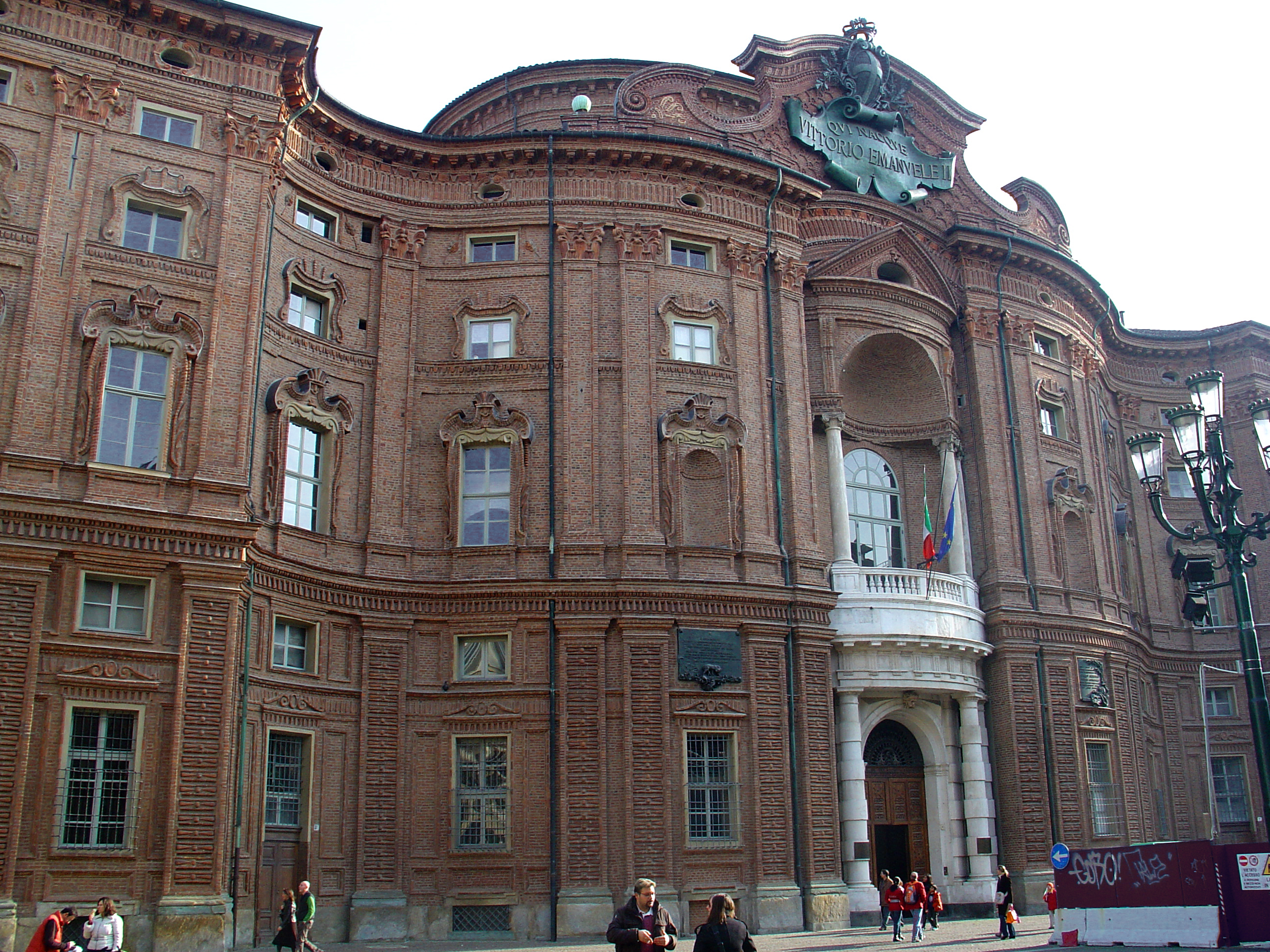
Palais Carignan (600). Musée du Risorgimento.
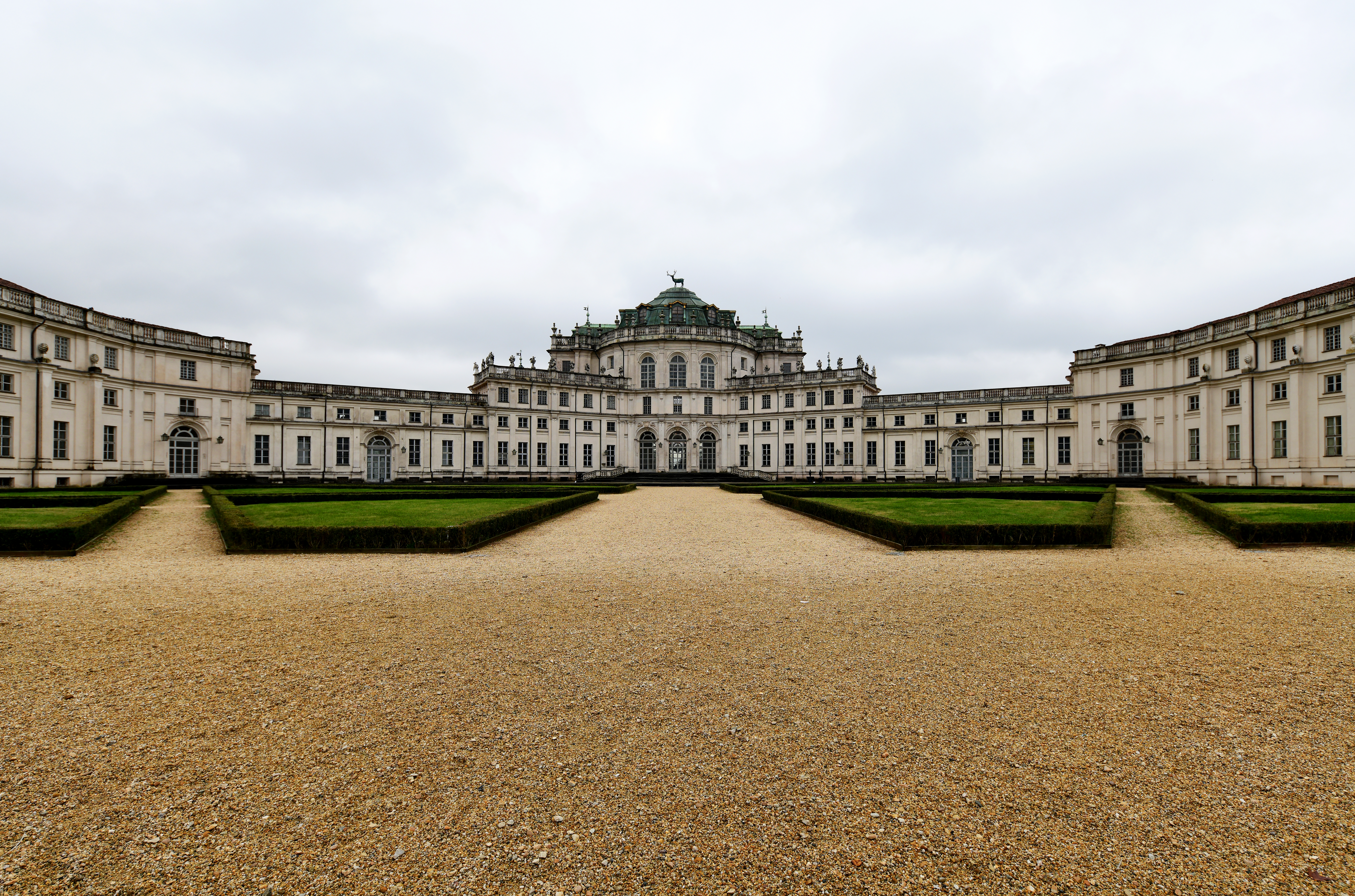
Pavillon de chasse de Stupinigi.
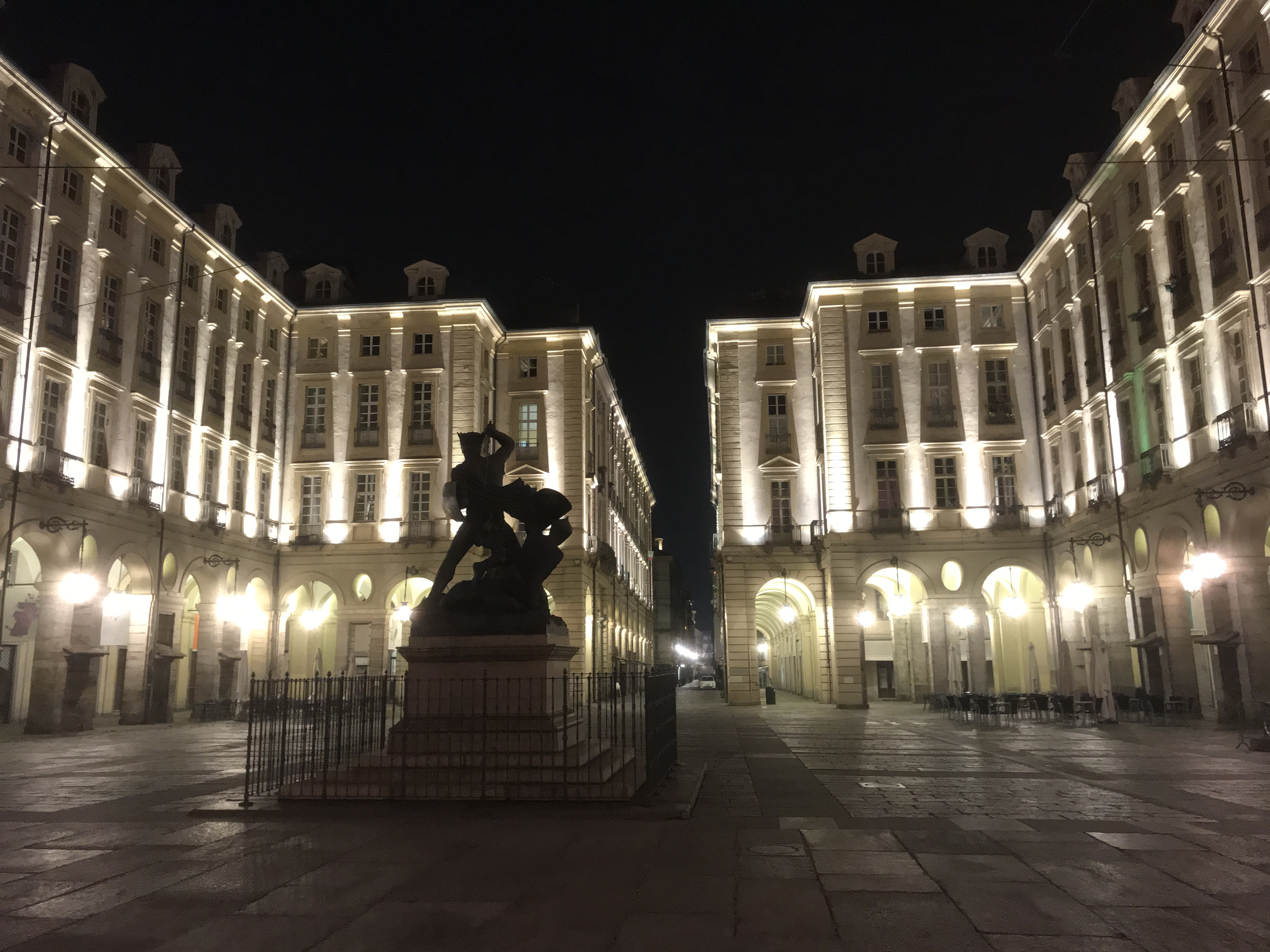
Piazza Palazzo di Citta de nuit.
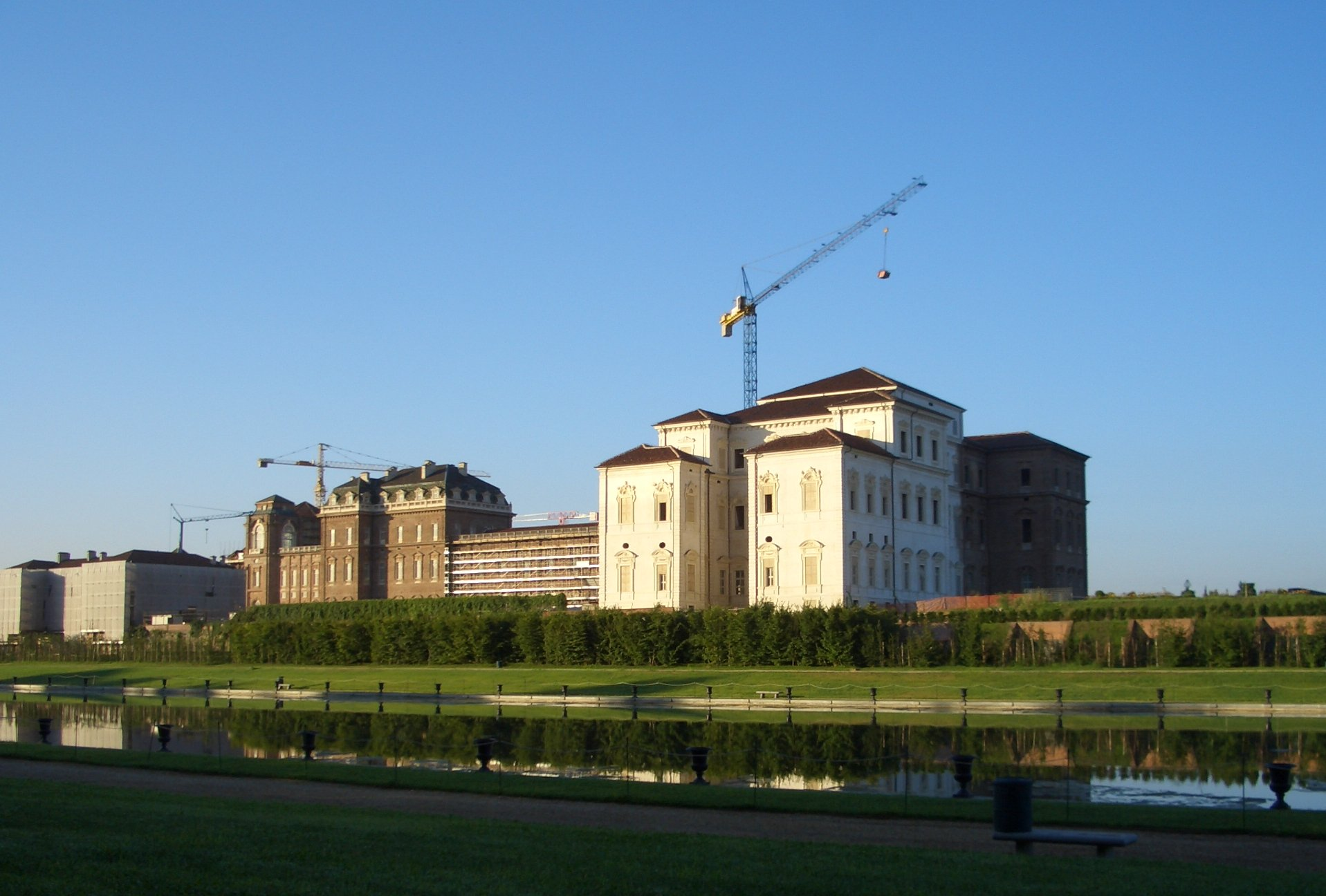
Reggia di Venaria Reale (Palais Royal de Venaria Reale).

### Édifices religieux
- La basilique de Superga, œuvre baroque de Filippo Juvarra.
- La cathédrale Saint-Jean-Baptiste, qui abrite le Saint-Suaire.
- L'église du Santo Volto
- Le sanctuaire de Marie Auxiliatrice
- La basilique du Corpus Domini
- L'église Saint-Laurent
- L'église de San Carlo, dédiée à saint Charles Borromée, fut construite à partir de 1619. Le projet de la façade par Ferdinando Caronesi (it) remonte à 1834. San Carlo et Santa Cristina sont indiquées comme les « églises jumelles » de la place San Carlo.
- L'église de Santa Cristina fut érigée à l'initiative de Christine de France en 1639. La façade (à double rangée de colonnes), dessinée par Filippo Juvarra, fut construite entre 1715 et 1718. On peut admirer à l'intérieur le maître-autel en marbre blanc de Ferdinando Bonsignore et de remarquables stucs.
- L'église de la Santissima Trinità fut construite sur le projet de Ascanio Vittozzi entre 1598 et 1606. La décoration en marbre et le mobilier sont attribués à Filippo Juvarra. Les fresques de la coupole sont de Francesco Gonin et Luigi Vacca.
- L'église de San Domenico fut construite dans la deuxième moitié du XIIIe siècle, mais elle a subi beaucoup de transformations. De style gothique, l'église présente un cycle de fresques du XIVe siècle, dans la chapelle des Grâces avec l'Annonciation et les Douze Apôtres.
- L'église de Santa Teresa, dédiée à sainte Thérèse d'Avila, fut érigée par Christine de France entre 1642 et 1674 et ses cendres y sont conservées. Deux chapelles furent dessinées par Filippo Juvarra.
- L'église de la Madonna del Carmine fut édifiée sur un projet de Filippo Juvarra. Dans le presbytère, on peut admirer un beau retable d'autel représentant Notre-Dame du Mont-Carmel par Claudio Francesco Beaumont, peintre vénitien du XVIIe siècle.
- La synagogue de Turin, place Primo Levi.
- Le temple vaudois de Turin, inauguré en 1853.

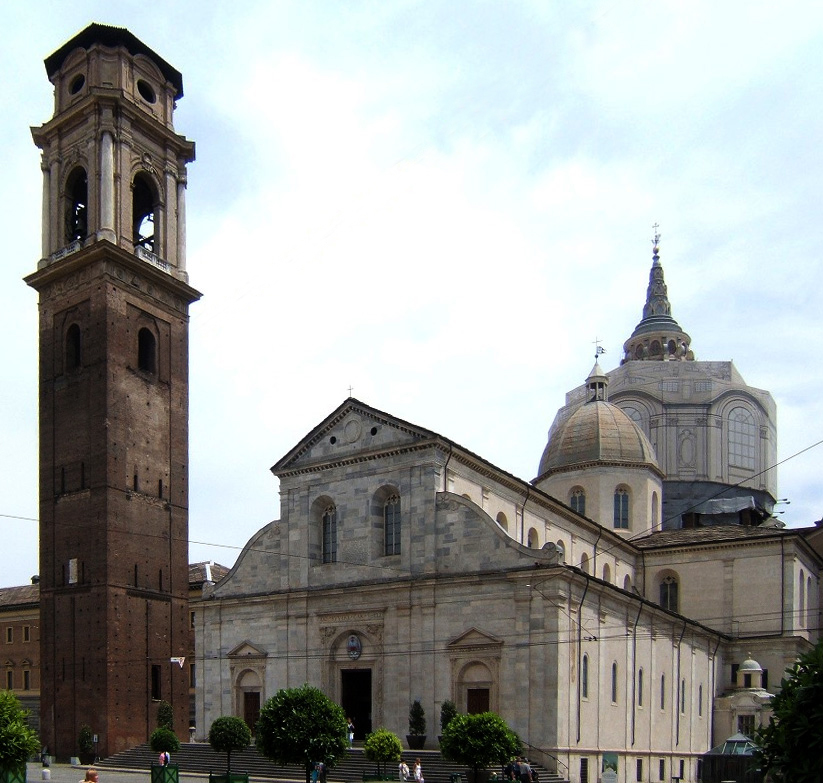
Cathédrale Saint-Jean-Baptiste.
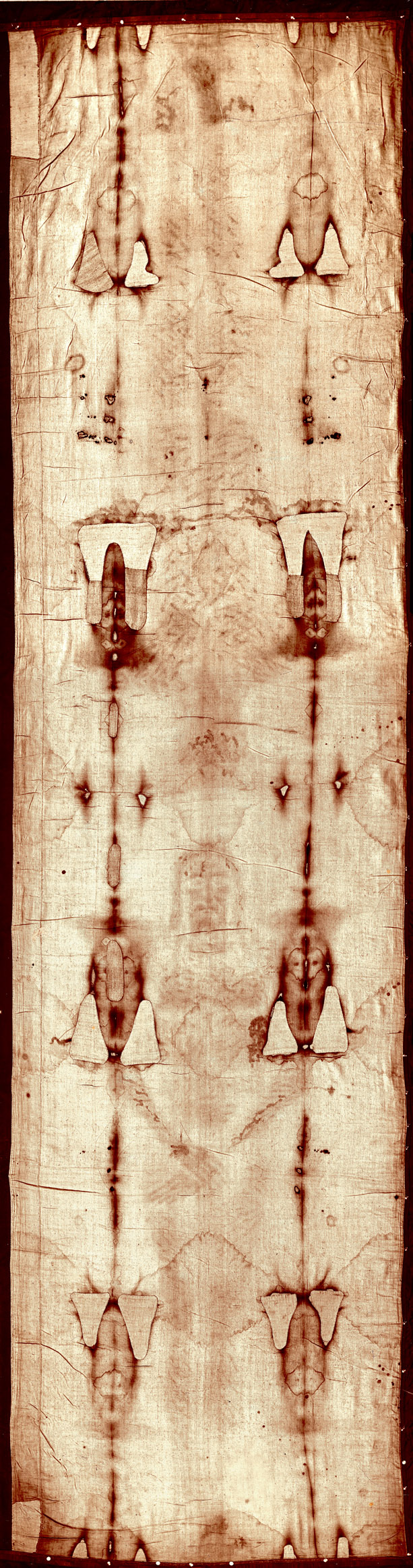
Le Suaire de Turin.
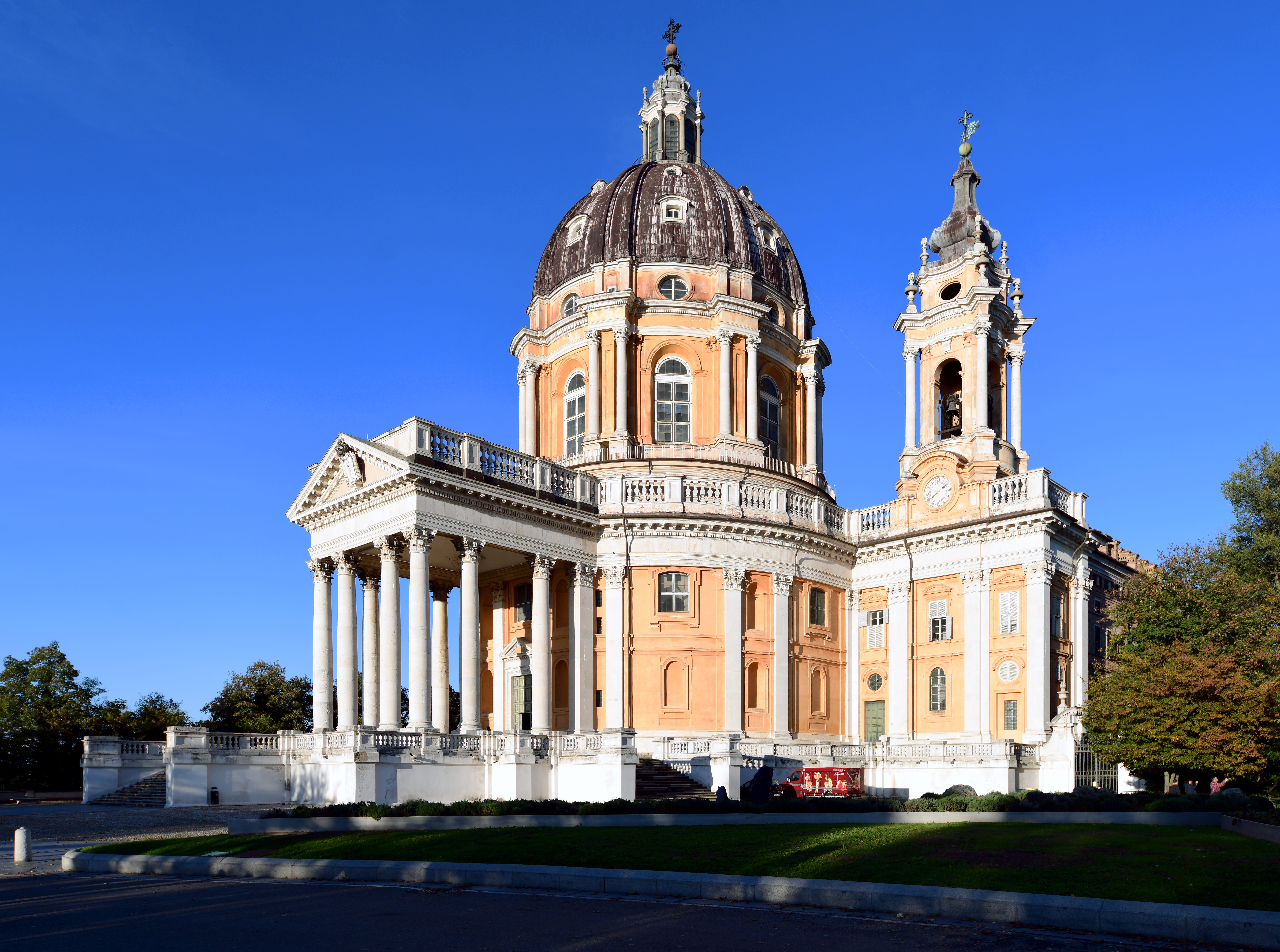
Basilique de Superga.
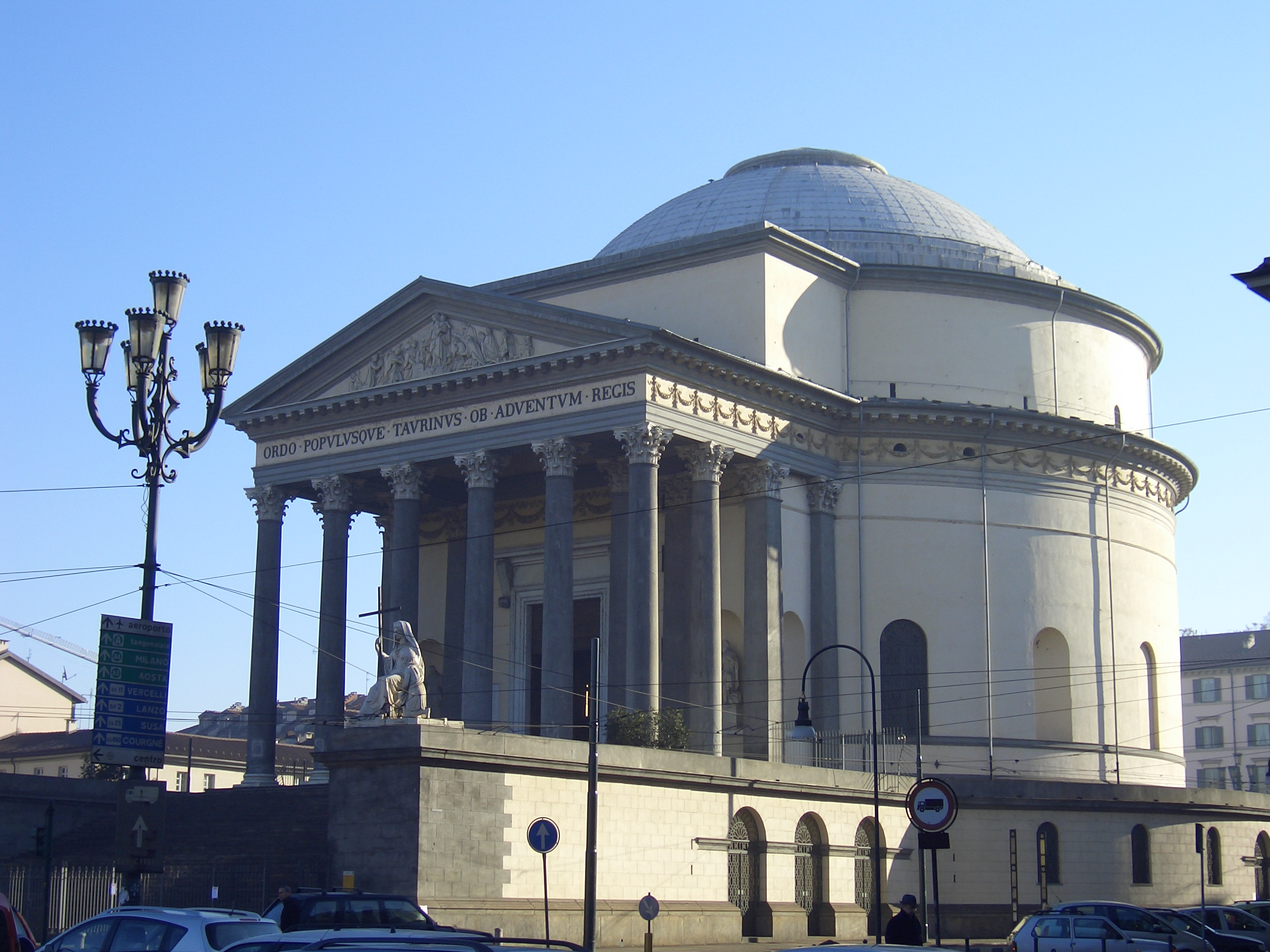
Chiesa Gran Madre di Dio.
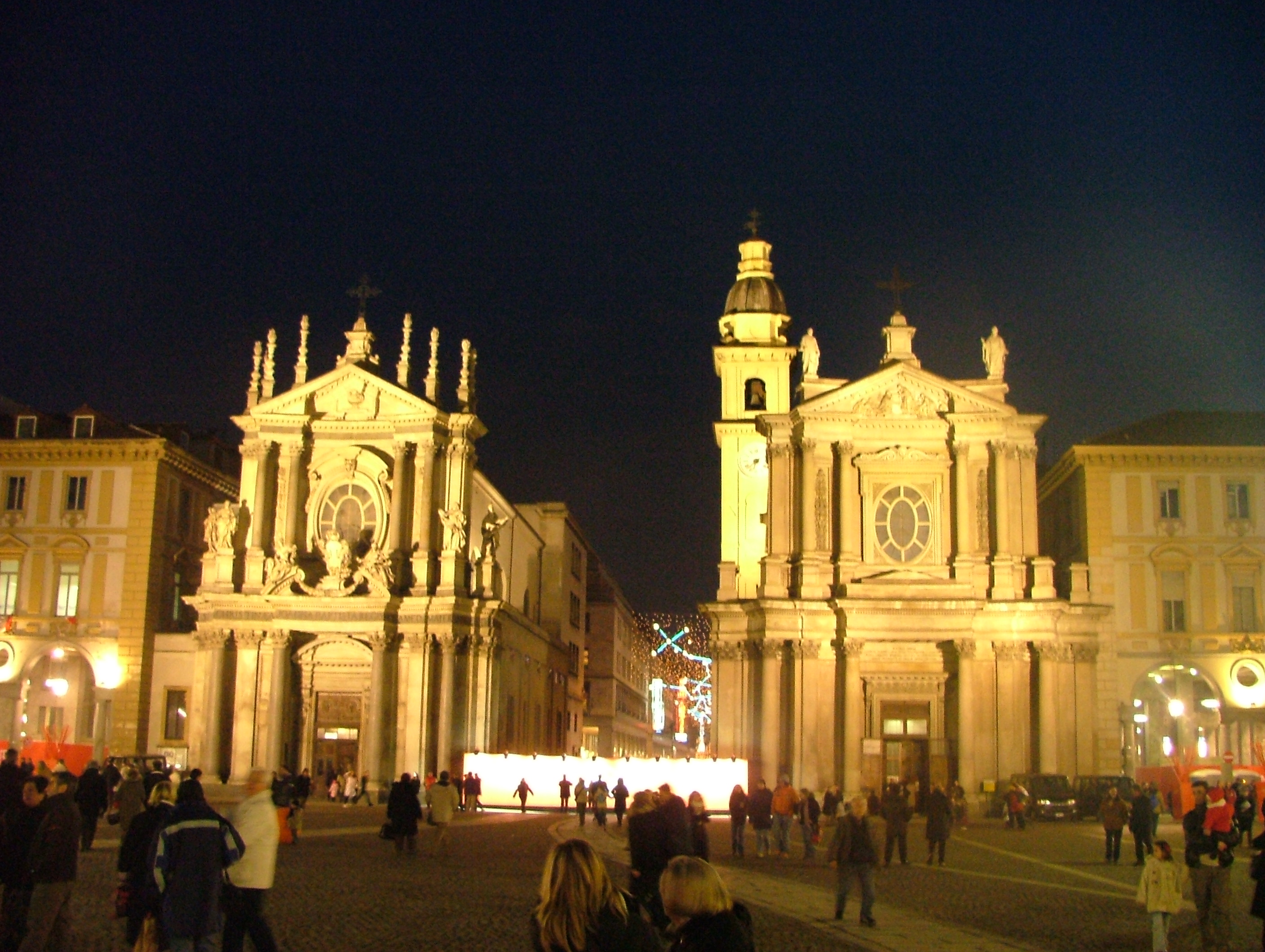
Place Saint Charles.
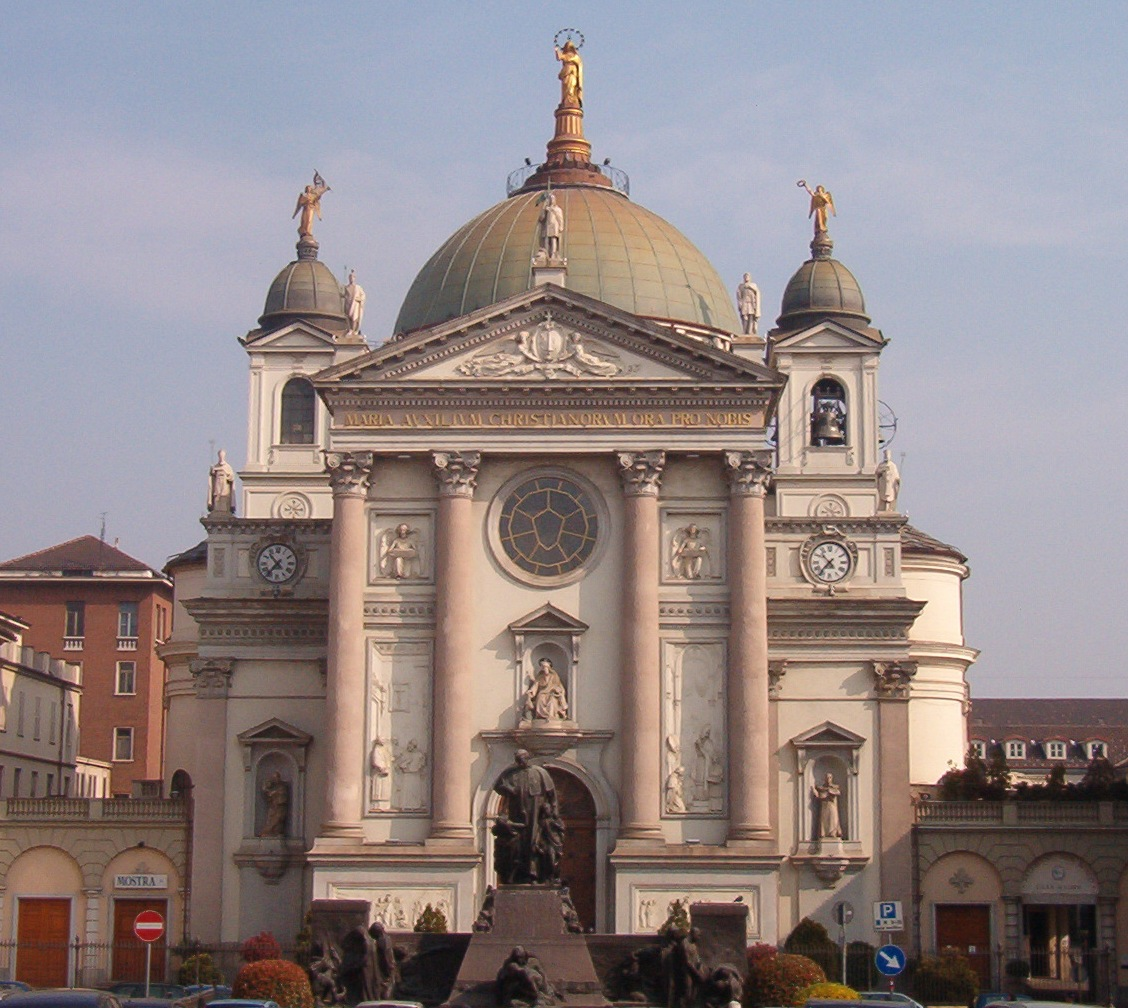
Sanctuaire de Marie Auxiliatrice.
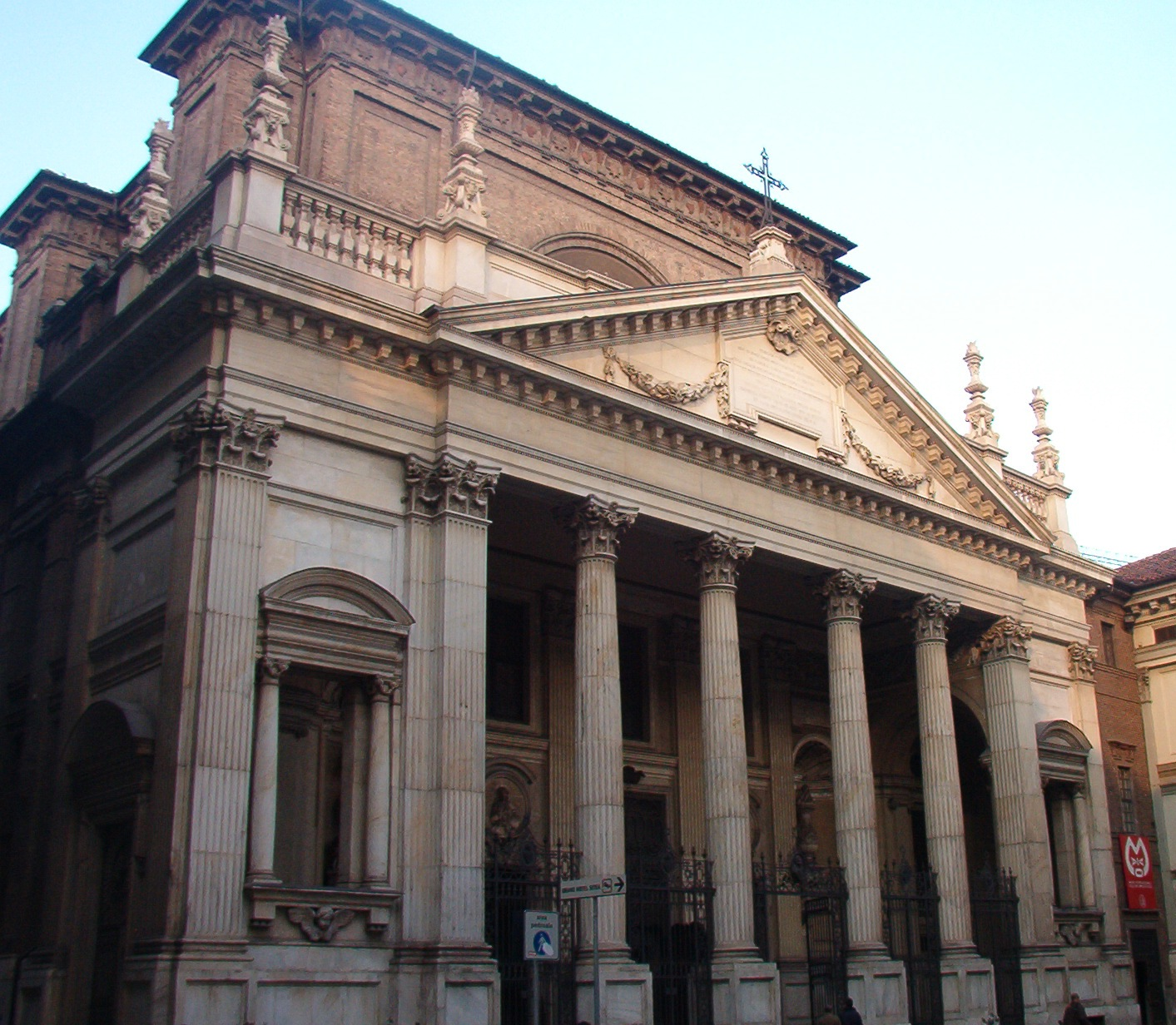
Chiesa di san Filippo Neri.
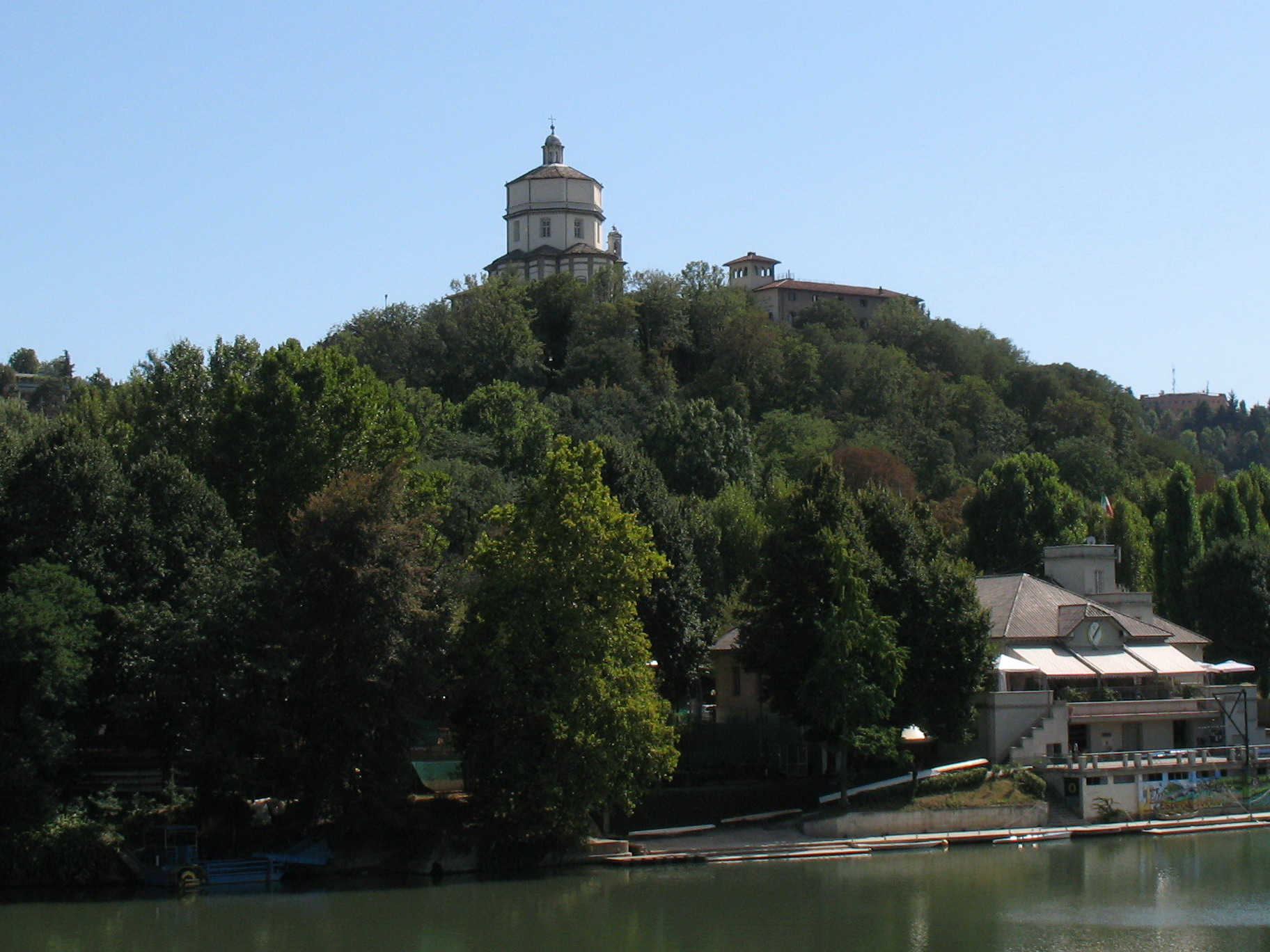
Chiesa Cappuccini.
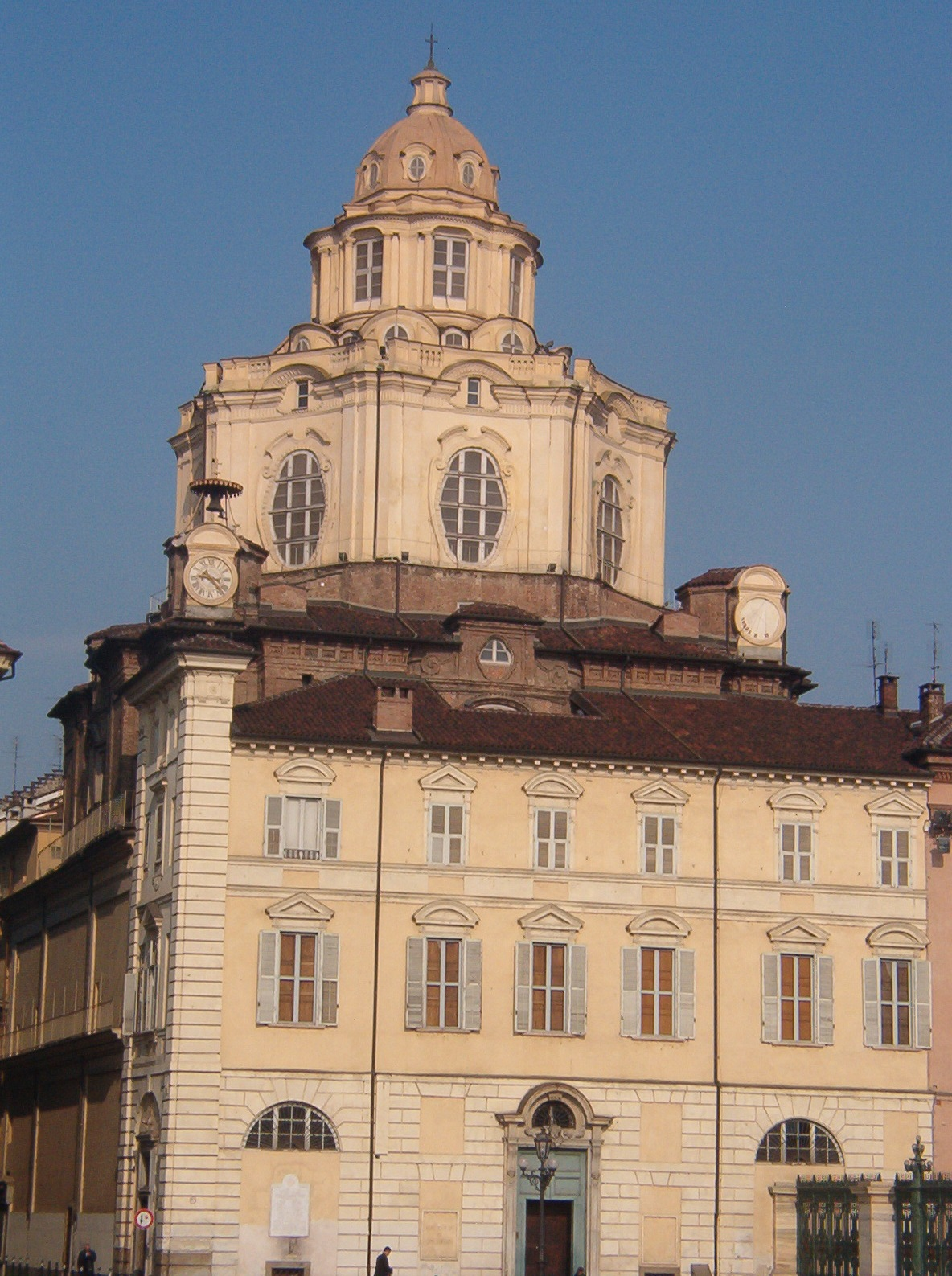
Église Saint-Laurent.
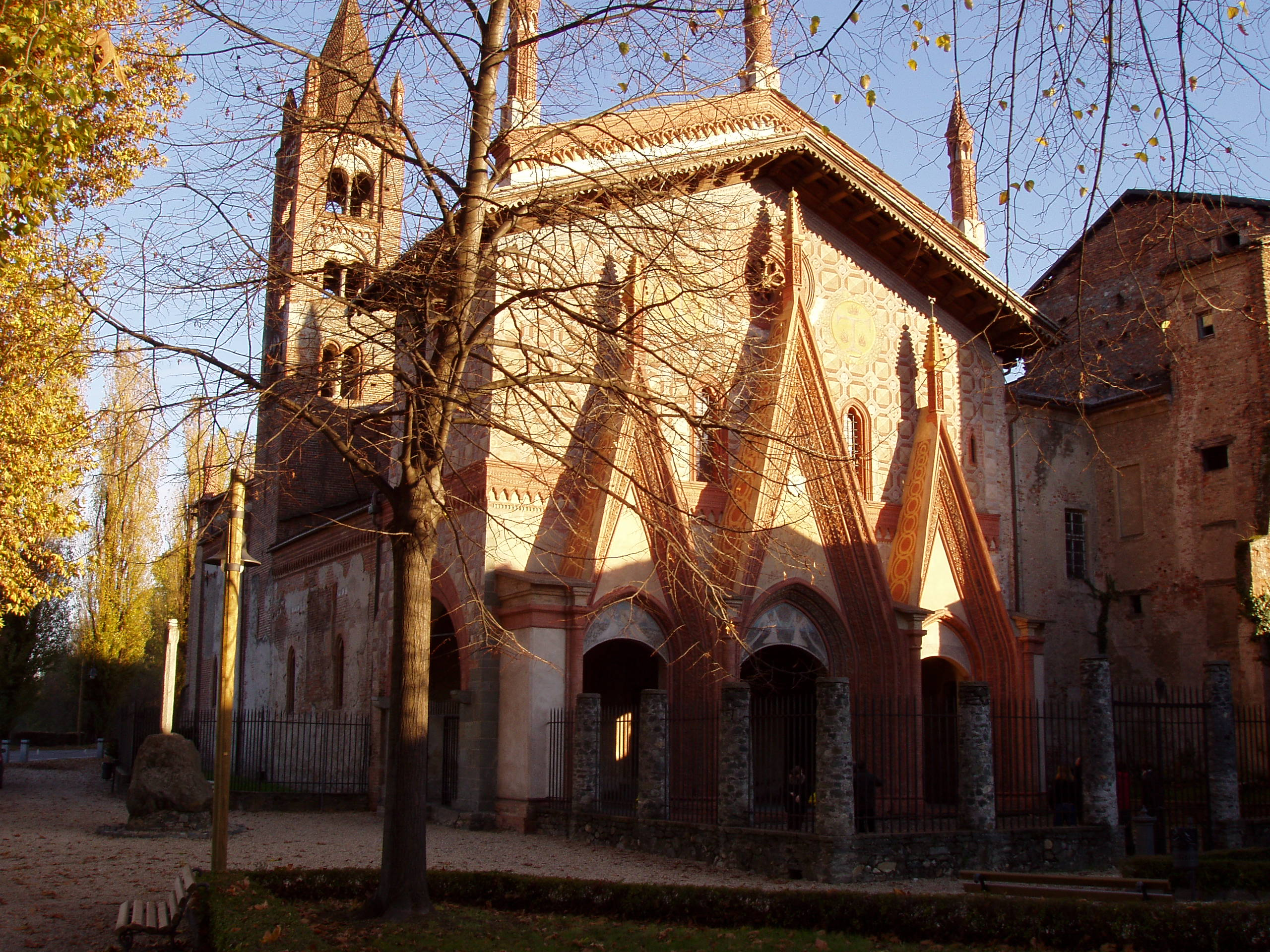
Abbaye de Saint-Antoine de Ranverso.
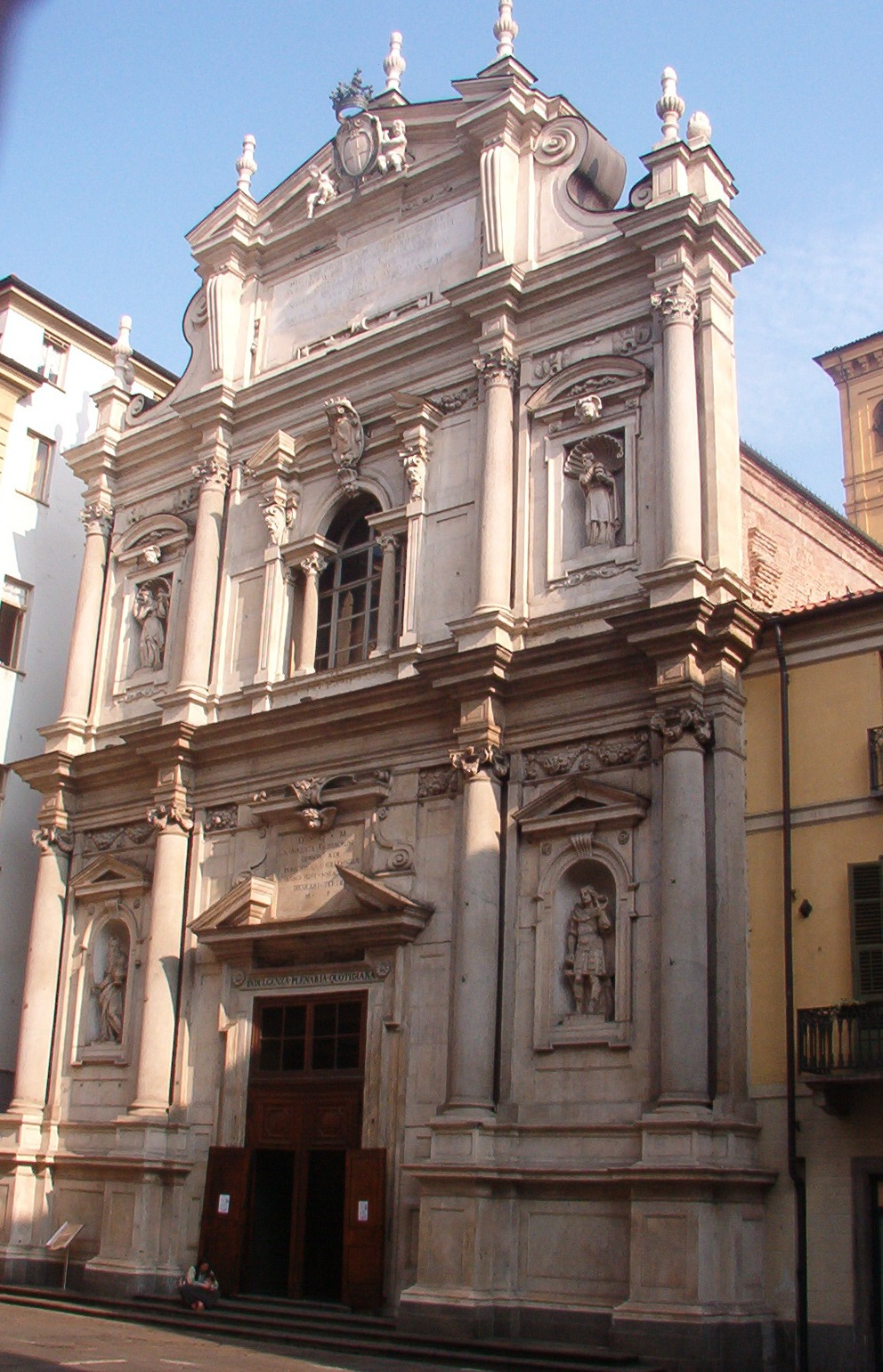
Basilique Corpus Domini.

### Musées

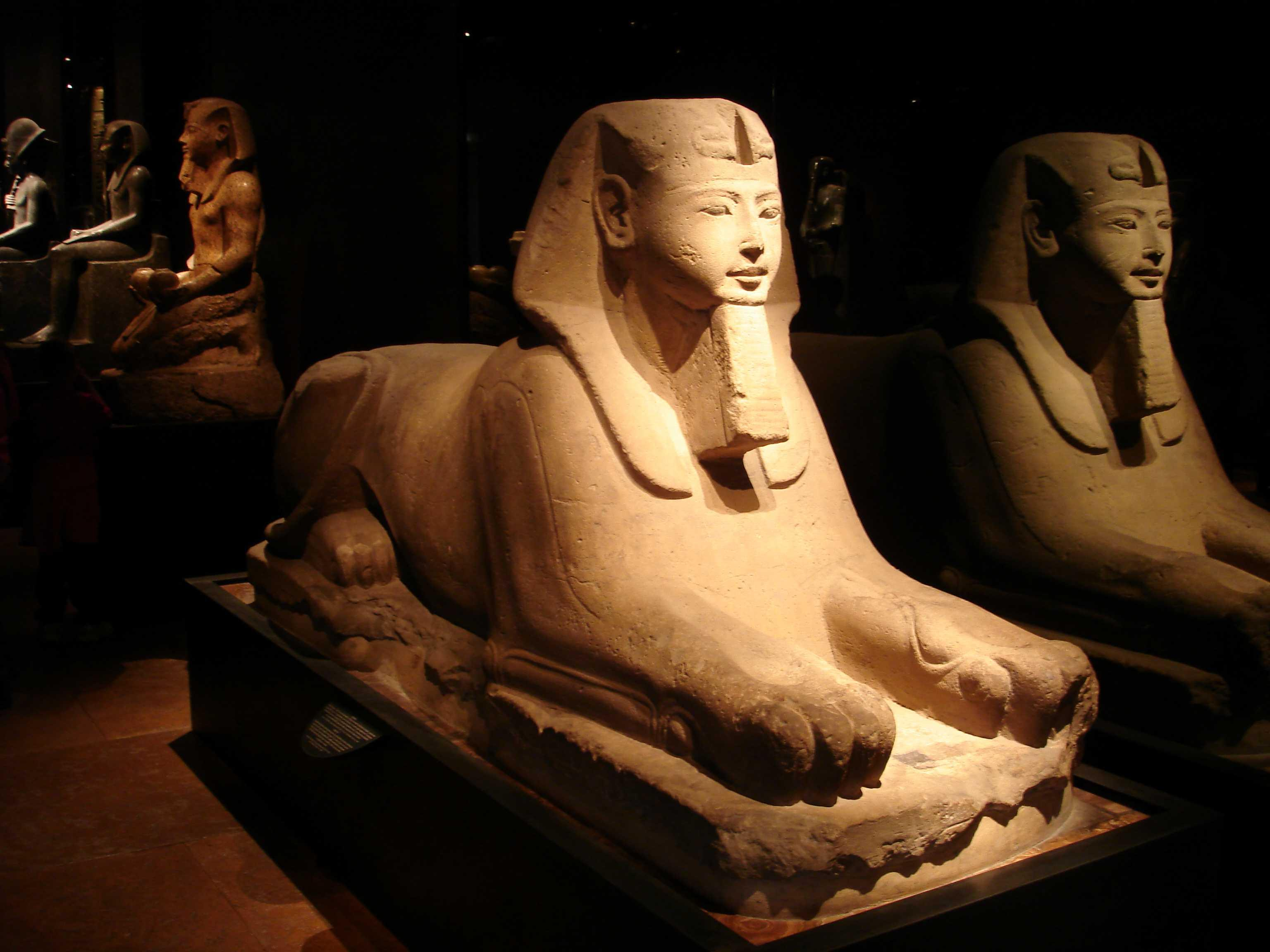
Sphinx au musée égyptologique de Turin.

- Le musée égyptologique de Turin, le second plus grand musée égyptien au monde, après celui du Caire ;
- Le musée d'Art oriental de Turin ;
- Les musées royaux de Turin ;
- Le centre des sciences Experimenta ;
- La Galerie municipale d'art moderne et contemporain de Turin (GAM) : art du XIXe siècle à nos jours ;
- La galerie de Savoie : collections de peinture du Moyen Âge à l'époque moderne ;
- La Fondation Accorsi - Musée des Arts Décoratifs ;
- La pinacothèque Giovanni et Marella Agnelli ;
- Le musée du Risorgimento, consacré à l'unification italienne ;
- Le musée national du cinéma, créé en 1941, installé sous l'immense dôme de la Mole Antonelliana ;
- Le musée de l'automobile (MAUTO) ;
- Le musée du Fruit de Turin (it).

### Parcs et jardins

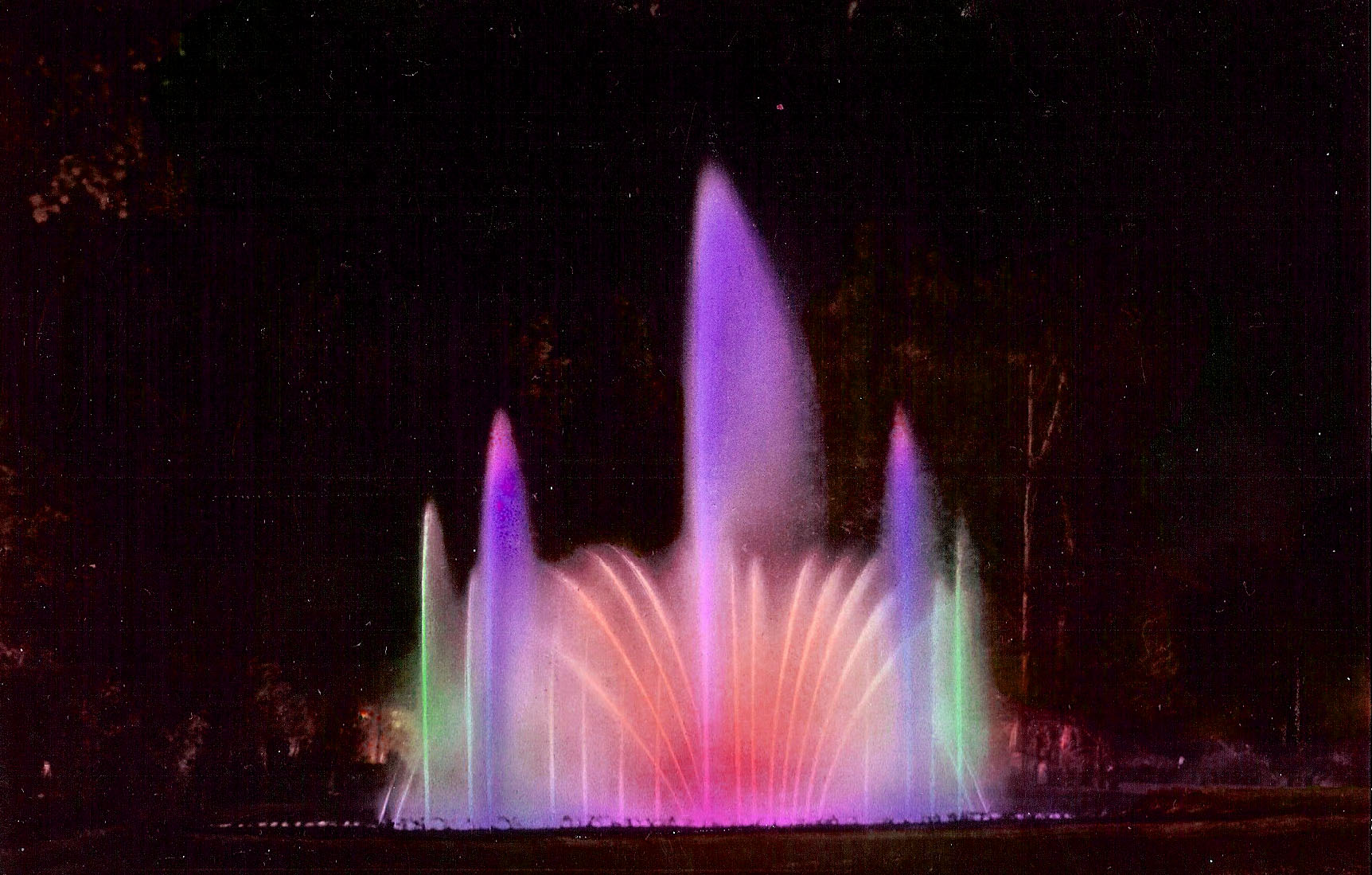
La fontaine lumineuse du parc du Valentino, en 1961.

Le parc le plus populaire de la ville est le parc du Valentino.
En 1961 pour les célébrations d'Italia 61 (cent ans de l'unité italienne), une exposition internationale bien renommée Flor 61 (Fleurs du monde entier à Turin) se tient dans le parc : 800 exposants de 19 nations participent à cette exposition.
Pour l'occasion, le projet d'éclairage du parc, de ses fontaines et de ses chemins, est accompli par Guido Chiarelli, ingénieur en chef à la mairie.
Les autres parcs importants sont : le Parco della Pellerina, le Parco del Colletto et le parc Rignon récent Colonnetti. Autour de la ville, il existe plusieurs autres parcs, comme le parc de la Mandria et le Parco della Palazzina di Caccia di Stupinigi, et ceux situés sur les collines de Turin.
De nombreux parcs sont plus petits, ils se trouvent dans les différents quartiers : il y a aussi 240 terrains de jeux installés dans ces parcs. Le maire Amedeo Peyron a réalisé dans le début des années 1960 le premier jardin en Italie avec des jeux pour les enfants.
Les jardins de Turin comprennent l'Orto botanico di Torino (it), un jardin botanique historique.

## Personnalités liées à la ville

### IVesiècle
- Maxime de Turin, premier évêque de Turin

### XVIeetXVIIesiècles
Ordre chronologique :
- Érasme obtint le doctorat en théologie à l'Université de Turin en 1506
- Emanuele Tesauro (1592-1675), auteur dramatique, rhétoricien et poète
- Pietro Micca (1677-1706), militaire piémontais mort héroïquement pour sa patrie, lors de la défense de la citadelle de Turin, assiégée par les Français
- Victor-Amédée Ier de Savoie-Carignan (1690-1741), prince de Carignan
- Giovanni Claudio Ciambellano dit Jean-Claude Duplessis (1699-1774), orfèvre et bronzier, directeur artistique de la manufacture de Vincennes et de la manufacture nationale de Sèvres
- Benedetto Alfieri (1699-1767), architecte de la maison de Savoie

### XVIIIesiècle
Ordre chronologique :
- Le chevalier Claudio Francesco Beaumont (1694-1766), artiste peintre
- Joseph Nicolas Pancrace Royer (1705-1755), compositeur
- François Ladatte (1706-1787), peintre et sculpteur
- Rosa Govone (1716-1776), bienfaitrice
- Giuseppe Baretti (1719-1789), écrivain et dramaturge
- Victor-Amédée III (1726-1796), roi de Sardaigne, prince de Piémont et duc de Savoie
- Joseph-Louis Lagrange (1736-1813), mathématicien
- Marie-Joséphine de Savoie (1753-1810), princesse de Savoie, comtesse de Provence, épouse de Louis Stanislas Xavier de France
- Ottavio Faletti di Barolo (1753-1828), comte de l'Empire, marquis, membre de l'Académie des sciences de Turin, membre du Sénat conservateur, écrivain, historien
- Carlo Taglioni (1755-1820), danseur et compositeur de ballets
- Christian Anton Gabaléon de Salmour (1755-1831), homme politique
- Marie-Thérèse de Savoie (1756-1805), princesse de Sardaigne, épouse de Charles-Philippe de France
- Victor-Modeste Paroletti (1767[21]-1834), frère du précédent, juriste et homme politique
- Ignace Laugier (1768-1811), homme politique
- Gaétan Camille Thomas Paroletti (1769-1826), général des armées de la République piémontaise et du Premier Empire, né à Turin
- Joseph Alexandre Félix de Laville (né le 10 février 1774 à Turin), militaire
- Eugène Amoretti d'Envie (né le 14 août 1774 à Turin), militaire
- Marie Joseph Thomas Rossetti (1776-1840), général des armées de la République française et de l'Empire, engagé dans l'armée du Roi de Naples, naturalisé français, est né à Turin
- Amedeo Avogadro (1776-1856), chimiste et physicien
- Tancredi Falletti Di Barolo (1782-1838), maire de Turin, comte de l'Empire, vénérable
- Saint Joseph-Benoît Cottolengo (1786-1842), fondateur de plusieurs instituts religieux
- Marie-Béatrice de Sardaigne (1792-1840), princesse
- Massimo d'Azeglio (1798-1866), président du conseil des ministres du royaume de Sardaigne (1720-1861), acteur important du Risorgimento

### XIXesiècle
Ordre chronologique :
- Joseph de Maistre (1753-1821), homme politique, philosophe, juriste et écrivain savoyard
- Juliette Colbert de Barolo (1785-1864), marquise, épouse de Tancredi Falletti Di Barolo, visiteuse des prisons, fondatrice des Sœurs de Sainte-Anne de Turin, vénérable
- Silvio Pellico (1789-1854), écrivain, poète, historien, journaliste
- Charles-Albert (1798-1849), roi de Sardaigne, duc de Savoie, prince de Piémont
- Paul-Émile Botta (1802-1870), médecin, entomologiste, diplomate, archéologue et consul général de France à Jérusalem
- comte Carlo Bon Compagni di Mombello (1804-1880), député du royaume de Sardaigne (1720-1861), puis du royaume d'Italie (1861-1946), acteur du Risorgimento
- Alfonso La Marmora (1804-1878), général, député, ministre de la guerre, puis ministre des affaires étrangères du royaume de Sardaigne, président du conseil des ministres du royaume d'Italie, acteur important du Risorgimento
- Carlo Marochetti (1805-1867), sculpteur
- Francesco Gonin (1808-1889), peintre
- Camillo Benso, comte de Cavour (1810-1861), homme politique, artisan de l'unité italienne
- Joseph-Marie Callery (1810-1862), prêtre catholique, missionnaire en Chine, sinologue et botaniste
- Saint Joseph Cafasso (1811-1860) aumônier des condamnés à mort, reconnu saint par l'Église catholique
- Camille Clément de La Roncière-Le Noury (1813-1881), Vice-amiral de la Marine française
- Saint Jean Bosco, dit Don Bosco (1815-1888), prêtre et fondateur de l'ordre salésien
- Victor-Emmanuel II de Savoie (1820-1878), roi de Sardaigne et 1er roi d'Italie
- Francesco Faà di Bruno (1825-1888), mathématicien et prêtre, fondateur de l'ordre de Sainte-Zita, béatifié
- Marie Henriette Dominici (1828-1894), religieuse catholique, béatifiée
- Saint Léonard Murialdo (1828-1900), fondateur de la congrégation de saint Joseph
- Carlo Gastini (1833-1902), relieur, enseignant, acteur et poète
- Michel Rua (1837-1910), prêtre salésien, 2e recteur majeur de la congrégation, béatifié
- Angelo De Gubernatis (1840-1913), écrivain, poète, philologue et orientaliste
- Marie-Clotilde de Savoie (1843-1911), princesse de Sardaigne, fille de Victor-Emmanuel II, épouse de Napoléon-Jérôme Bonaparte et mère de Victor Napoléon, Louis Bonaparte et Marie-Lætitia Bonaparte
- Enrico D'Ovidio (1843-1933), mathématicien et homme politique, membre de l'Académie des sciences de Turin.
- Saint Joseph Marello (1844-1895), évêque d'Acqui Terme, fondateur des Oblats de saint Joseph
- Humbert Ier d’Italie (1844-1900), roi d'Italie
- Friedrich Nietzsche (1844-1900), philosophe, devenu fou à Turin.
- Amédée Ier (1845-1890), duc d'Aoste, roi d'Espagne
- Maria Pia de Savoie (1847-1911), princesse de Savoie, reine consort de Portugal
- Marguerite de Savoie (reine d'Italie) (1851-1926), épouse de Humbert Ier
- Thomas de Savoie-Gênes (1854-1931), beau-frère d'Humbert Ier, Duc de Gênes
- Giuseppe Peano (1858-1932), mathématicien et linguiste, pionnier de l'axiomatique
- Corrado Segre (1863-1924), mathématicien
- Camillo Olivetti (1868-1943), fondateur de la société Olivetti
- Alfredo Frassati (1868-1961), homme politique, chef d'entreprise, journaliste libéral, sénateur, ambassadeur d'Italie en Allemagne, fondateur du journal La Stampa, père de Pier Giorgio Frassati et de Luciana Frassati
- Vittorio Rossi Pianelli (1869-1953), acteur et réalisateur de cinéma muet
- Efisio Giglio-Tos (1870-1941), fondateur de la Corda Fratres
- Victor-Emmanuel de Savoie-Aoste (1870-1946), prince de Savoie, général
- Mario Gabinio (1871-1938), photographe de montagne et alpiniste
- Jacques Théodore Saconney (1874-1935), général (armée de l'air française) et scientifique spécialisé dans la photographie aérienne et la météorologie
- Marius Besson (1876-1945), évêque du diocèse de Lausanne, Genève et Fribourg
- Mario Tamagno (1877-1941), architecte
- Jean Porporato (1879-?), pilote automobile franco-italien, essentiellement sur circuits
- Annibale Betrone (1883-1950), acteur de théâtre et de cinéma
- Ferdinand de Savoie-Gênes (1884-1963), amiral, Duc de Gênes
- Celestino Rosatelli (1885-1945), ingénieur, pionnier de l'aviation, créateur d'avions militaires
- Pietro Bordino (1887-1928), pilote automobile
- Humbert de Savoie-Aoste (1889-1918), prince de Savoie, lieutenant
- Arturo Gallea (1895-1959), photographe
- Philibert de Savoie-Gênes (1895-1990), général, duc de Gênes
- Marie-Bonne de Savoie-Gênes (1896-1971), princesse de la maison de Savoie, épouse du prince de Bavière, sculptrice
- Mario Siletti (1897-1977), acteur de cinéma
- Amédée de Savoie-Aoste (1898-1942), prince de la maison de Savoie, Vice-roi d'Éthiopie, duc d'Aoste, duc de Calabre
- Aymon de Savoie-Aoste (1900-1948), prince de la maison de Savoie, duc de Spolète, duc d'Aoste, nominalement « roi de Croatie »

### XXesiècle
Ordre chronologique :
- Cesare Goretti (1886-1952), philosophe du droit
- Nino Oxilia (1889-1917), écrivain, journaliste, poète, réalisateur, scénographe, mort au champ d'honneur
- Bartolomeo Aimo (1889-1970), coureur cycliste italien, dont la carrière se déroula dans les années 1920
- Ettore Ovazza (1892-1943), banquier et homme d'affaires juif assimilé
- Leopoldo Torricelli (1893-1930), coureur cycliste italien
- Enrico Teodoro Pigozzi (1898-1964), industriel de l'automobile
- Pier Giorgio Frassati (1901-1925), étudiant, déclaré bienheureux par Jean-Paul II
- Carlo Levi (1902-1975), écrivain
- Erminio Macario (1902-1980), acteur de cinéma
- Carlo Mollino (1905-1973), architecte designer
- Giuseppe Farina (1906-1966), pilote de Formule 1
- Marian de Turin (1906-1972), prêtre catholique capucin, animateur de radio et de télévision
- Mario Soldati (1906-1999), écrivain, réalisateur et scénariste
- Walter Schellenberg, (1910-1952), membre du parti nazi et haut fonctionnaire SS du régime nazi
- Giuseppe Martano (1910-1994) coureur cycliste italien des années 1930
- Andrea Minasso (1910-1982) coureur cycliste italien
- Antonino Rèpaci (1910-2005), homme politique et historien
- Eugenia Sacerdote de Lustig (1910-2011), oncologue argentine
- Giancarlo Pajetta (1911-1990), député communiste, membre de l'assemblée constituante de la République italienne, député européen
- Renato Rascel (1912-1991), acteur, chanteur et comique
- Enrico Mollo (1913-1992), coureur cycliste italien
- Robert Fano (1917-2016), théoricien de l'informatique
- Carol Rama, (1918-2015), artiste féministe
- Primo Levi (1919-1987), écrivain
- Walter Fillak (1920-1945), résistant pendu
- Angiola Minella (1920-1988), femme politique
- Giovanni Michelotti (1921-1980), designer italien
- Gianni Agnelli (1921-2003), industriel et entrepreneur, propriétaire et dirigeant de Fiat
- Domenico Sereno Regis (1921-1984), pacifiste italien
- Louis Bordino (1922-1977), religieux béatifié
- Italo Calvino (1923-1985), écrivain
- Germano Proverbio (1924-2020), religieux et latiniste italien
- Andrea Cordero Lanza di Montezemolo (1925-2017), cardinal, archiprêtre de la basilique Saint-Paul-Hors-les-Murs à Rome, pro-nonce en Papouasie-Nouvelle-Guinée (en) et délégué apostolique aux Îles Salomon (en), puis nonce apostolique au Nicaragua (en) et au Honduras (en), en Uruguay (en) et enfin délégué apostolique à Jérusalem et en Palestine, pro-nonce à Chypre (en) et nonce apostolique en Israël (en)
- Angelo Conterno (1925-2007), coureur cycliste italien
- Sergio Pininfarina (1926 - 2012), industriel, designer, homme politique, homme d'affaires italien et président de Pininfarina SpA. Il est inhumé au cimetière monumental de Turin
- Giovanni Arpino (1927-1987), écrivain
- Carlo Maria Martini (1927-2012), cardinal jésuite, recteur de l'Université pontificale grégorienne, archevêque de Milan
- Carlo Abate (1932-2013), pilote de Formule 1
- Nino Defilippis (1932-2010), coureur cycliste italien
- Umberto Eco (1932-2016), sémiologue et écrivain
- Ludovico Scarfiotti (1933-1968), pilote automobile italien
- Elena Palumbo Mosca (née en 1934), plongeuse championne d'Italie, artiste, collaboratrice d'Yves Klein
- Aldo Maccione (né en 1935), acteur
- Luciano Fabro (1936-2007), artiste
- Gianni Vattimo (1936-2023), philosophe et homme politique
- Ernesto Ferrero (né en 1938), écrivain
- Giuliano Amato (né en 1938), homme politique démocrate, député, ministre du Trésor, ministre pour les Réformes institutionnelles, ministre du Trésor, du Budget et de la Programmation économique, président du Conseil des Ministres à deux reprises, juge puis président de la Cour Constitutionnelle
- Alighiero Boetti (1940-1994), artiste
- Italo Zilioli (né en 1941), ancien coureur cycliste italien des années 1960 et 1970
- Alessandro Roccati (né le 14 mai 1941), égyptologue
- Franco Patria (né en 1943), décédé le 11 octobre 1964 sur l'autodrome de Linas-Montlhéry durant les 1 000 kilomètres de Paris
- Giuseppe Penone (né en 1947), artiste
- Giorgio Cagnotto (né en 1947), plongeur
- Diego Marconi (né en 1947), philosophe du langage
- Gianfranco Brancatelli (né en 1950), pilote automobile italien
- Umberto Tozzi (né en 1952), chanteur
- Claudio Graziano (né en 1953), général d'armée italien, chef d'état-major des forces armées italiennes, président du Comité militaire de l'Union européenne
- Alessandro Baricco (né en 1958), écrivain
- Alessandro Barbero (né en 1959), écrivain et historien
- Valeria Bruni Tedeschi (née en 1964), actrice et réalisatrice
- Marco Travaglio (né en 1964), journaliste et écrivain
- Carla Bruni Tedeschi (née en 1967), mannequin et auteur-compositeur-interprète, épouse de Nicolas Sarkozy, ex-président de la République française.
- Roberto Repole (né en 1967), cardinal, archevêque de Turin et évêque de Suse
- Gabry Ponte (né en 1973), DJ
- Francesco Bagnaia (né en 1997), Champion du monde du Championnats du monde de vitesse moto (MOTOGP) en 2022

Citoyens d'honneur
- Nelson Mandela (1918-2013), ancien président de l'Afrique du Sud et prix Nobel de la Paix 1993
- Daisaku Ikeda (né en 1928), philosophe japonais

## Résidents notables
- Antonio Benedetto Carpano
- Alessandro Del Piero
- Gianluigi Buffon
- Antonio Gramsci
- Cesare Lombroso
- Cesare Pavese
- Edmondo de Amicis
- Emilio Salgari
- Érasme
- Friedrich Nietzsche
- Germain Sommeiller
- Giovanni Agnelli

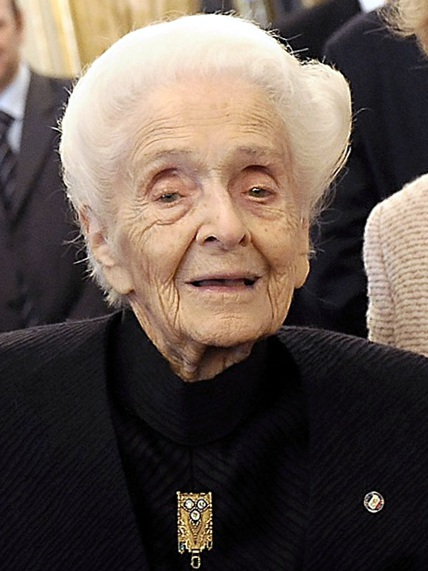
Rita Levi Montalcini.

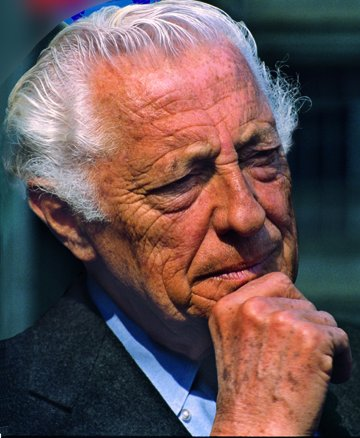
Giovanni Agnelli.

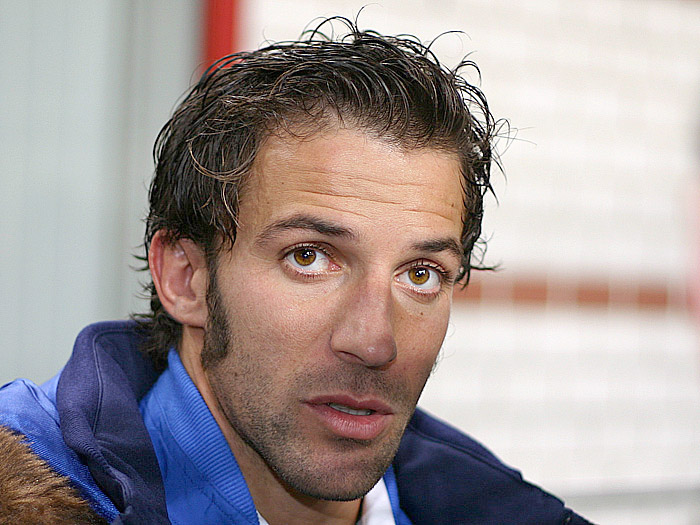
Alessandro Del Piero.

- Giovanni Agnelli, petit-fils du précédent
- Italo Calvino
- Jean-Jacques Rousseau
- Joseph de Maistre
- Luigi Einaudi
- Natalia Ginzburg
- Renato Dulbecco
- Saint Jean Bosco
- Umberto Eco
- Vilfredo Pareto
- Camillo Cavour
- Primo Levi
- Rita Levi Montalcini
- Sahar Delijani
- Arturo Brachetti

## Jumelages et accords de collaboration
La ville de Turin est jumelée avec :
- Chambéry (France) depuis le 19 mai 1957
- Cologne (Allemagne) depuis le 3 juillet 1958
- Esch-sur-Alzette (Luxembourg) depuis le 3 juillet 1958
- Liège (Belgique) depuis le 3 juillet 1958
- Lille (France) depuis le 3 juillet 1958
- Rotterdam (Pays-Bas) depuis le 3 juillet 1958
- Volgograd (Russie) depuis 1961
- Córdoba (Argentine) depuis le 28 novembre 1986
- Quetzaltenango (Guatemala) depuis le 11 octobre 1997
- Détroit (États-Unis) depuis le 7 avril 1998
- Gaza (Palestine) depuis 1999
- Campo Grande (Brésil) depuis le 23 avril 2002
- Shenyang (Chine) depuis 2002
- Glasgow (Royaume-Uni) depuis 2003
- Nagoya (Japon) depuis le 11 mai 2005
- Salt Lake City (États-Unis) depuis le 8 août 2006

La ville entretient des accords de collaboration avec :
- Breza (Bosnie-Herzégovine) depuis 1997 (accord)
- Iekaterinbourg (Russie) depuis le 27 novembre 1998 (accord de partenariat)
- Cannes (France) depuis 1999 (pacte d'amitié)
- Gwangju (Corée du Sud) depuis le 19 novembre 2002 (accord de collaboration)
- Ouagadougou (Burkina Faso) depuis 2003 (accord)
- Praia (Cap-Vert) depuis 2003 (accord)
- Harbin (Chine) depuis le 20 novembre 2003 (accord de coopération culturelle, sociale et économique)
- Salvador de Bahia (Brésil) depuis 2003 (accord)
- Vancouver (Canada) depuis le 30 mars 2004 (accord de partage de connaissances, notamment dans l'organisation de Jeux olympiques d'hiver)
- Zlín (Tchéquie) depuis le 14 octobre 2004 (accord de collaboration)
- Barcelone (Espagne) depuis le 6 décembre 2004 (accord de coopération économique triangulaire avec Lyon)
- Lyon (France) depuis le 6 décembre 2004 (accord de coopération économique triangulaire avec Barcelone)
- Haifa (Israël) depuis septembre 2005 (accord de coopération)
- Belo Horizonte (Brésil) depuis 2006 (accord)
- Kragujevac (Serbie) depuis 2005 (accord)
- Shenzhen (Chine) depuis le 12 janvier 2007 (accord de collaboration)
- Louga (Sénégal) depuis 2007 (accord)
- Bacău (Roumanie) depuis le 20 octobre 2007
- Tirana (Albanie) depuis le 1er octobre 2009 (accord de collaboration)
- Rabat (Maroc) depuis le 23 novembre 2009 (accord de collaboration)
- Fès (Maroc) depuis 2010 (accord)
- Buenos Aires (Argentine) depuis 2010 (accord)
- Rosario (Argentine) depuis 2011 (accord)
- Santos (Brésil) depuis 2011 (accord)
- Varzea Paulista (Brésil) depuis 2011 (accord)
- La Paz (Bolivie) depuis 2011 (accord)
- Volgograd (Russie) depuis 2011 (accord)
- Lisbonne (Portugal) depuis 2012 (accord)
- Saint-Pétersbourg (Russie) depuis 2012 (accord)
- Skopje (Macédoine) depuis 2012 (accord)
- Izmir (Turquie) depuis 2012 (accord)
- Nantes (France) depuis 2013 (accord)
- Hebron (Palestine) depuis 2013 (accord)

## Galerie de photos

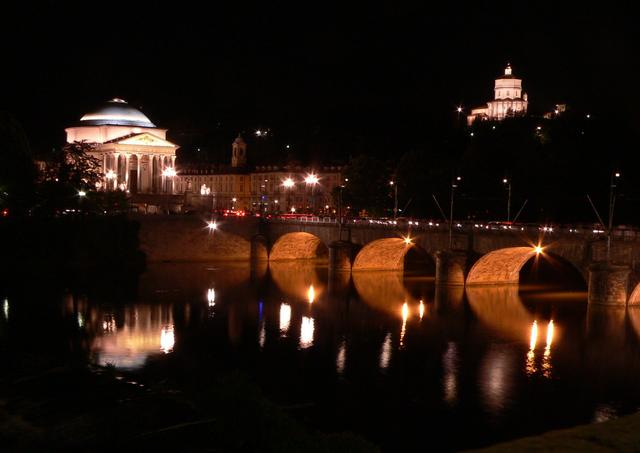
Gran Madre.
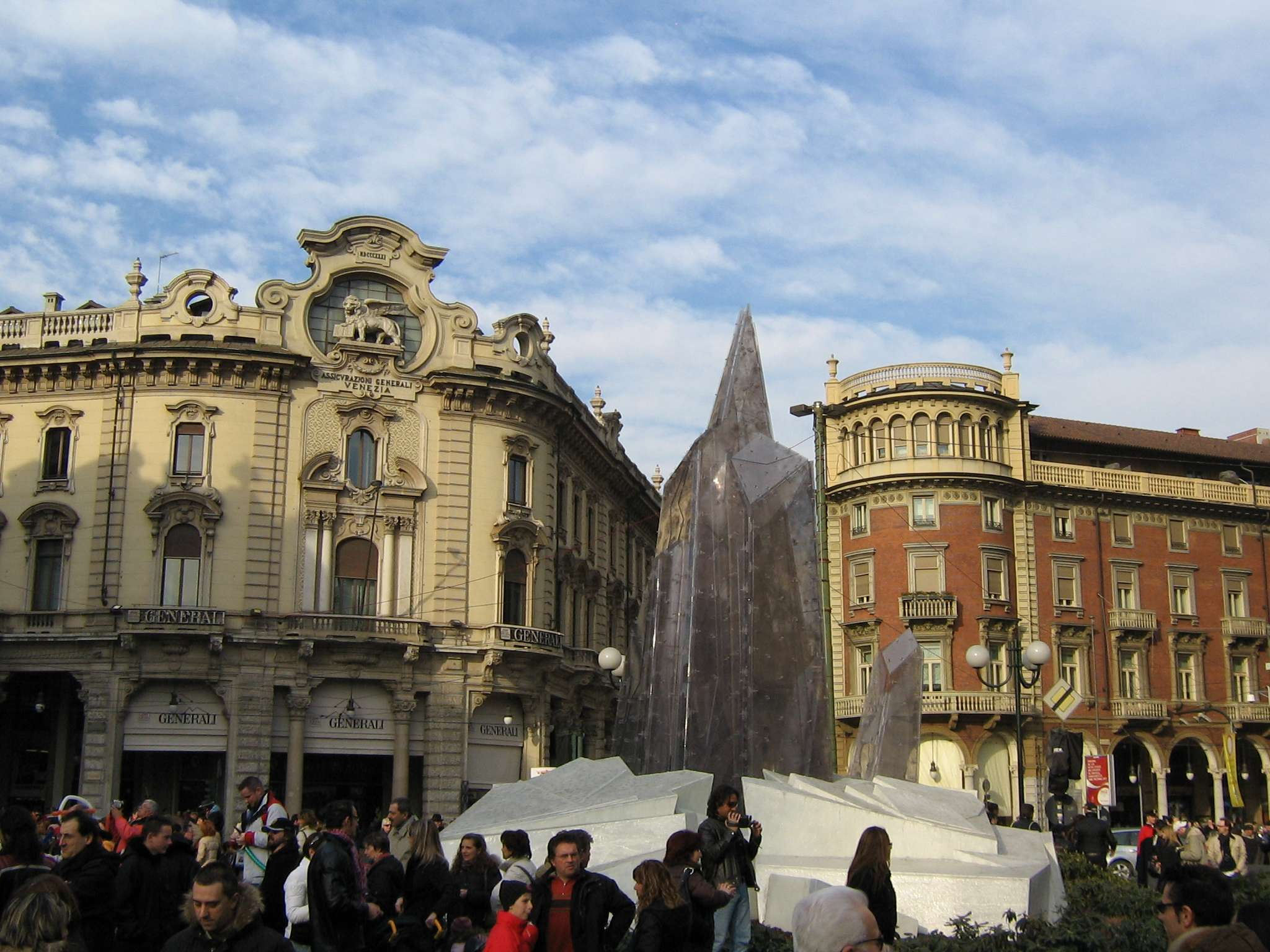
La Place Solferino.
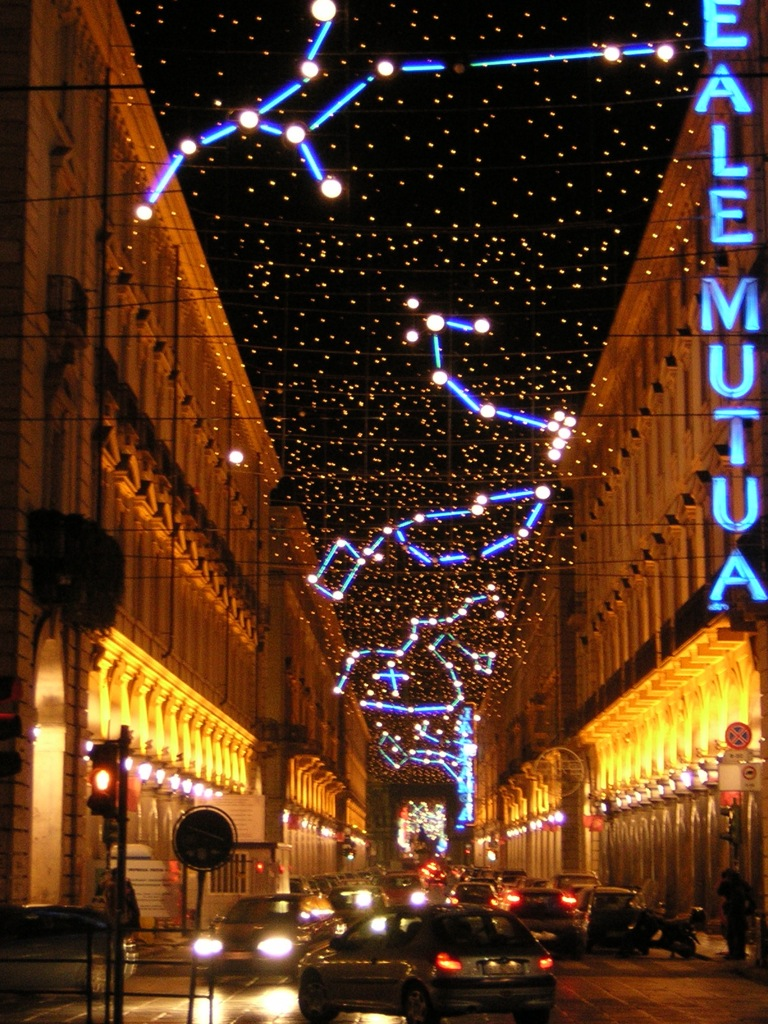
Via Roma.
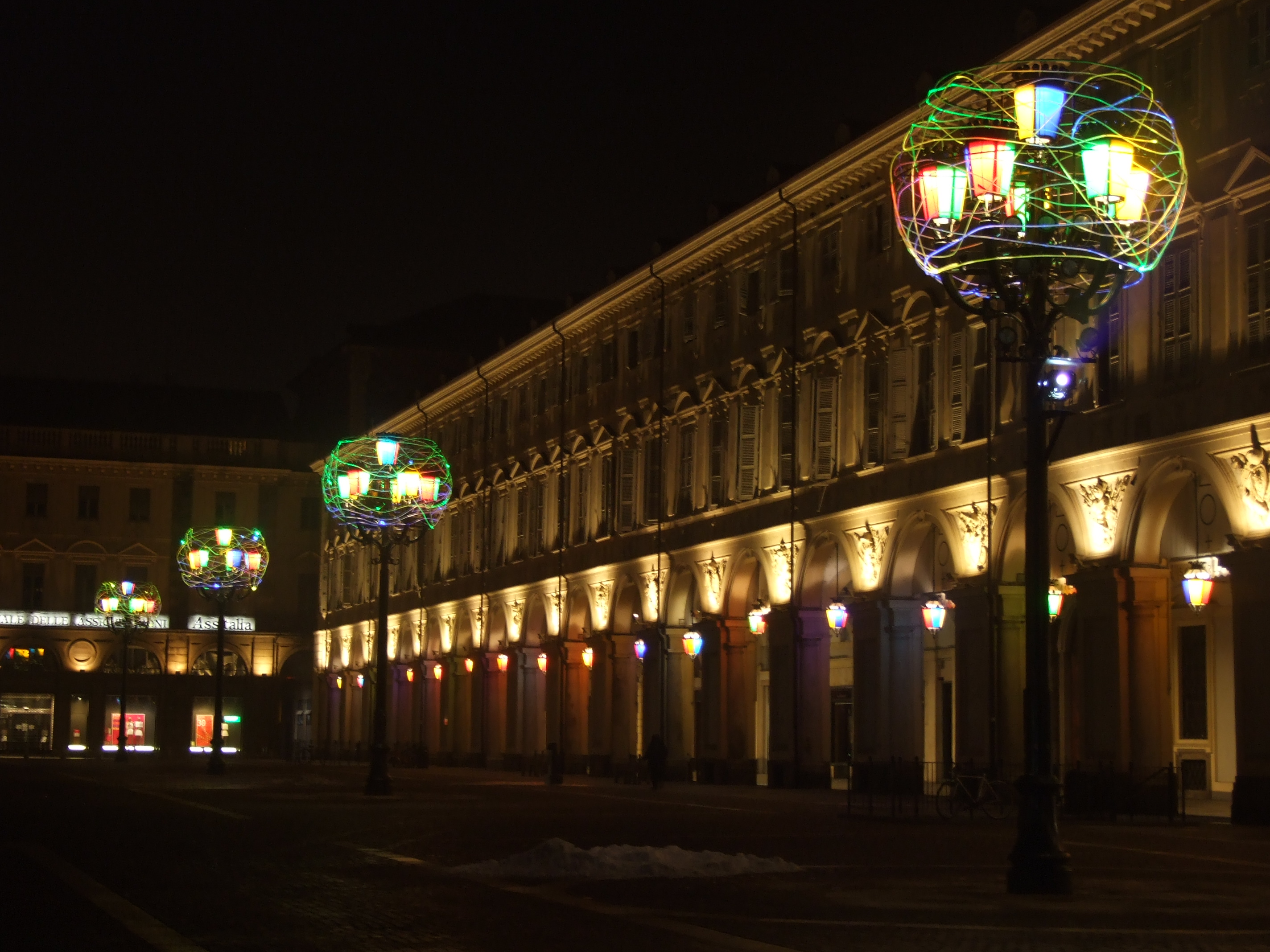
Place Saint-Charles.
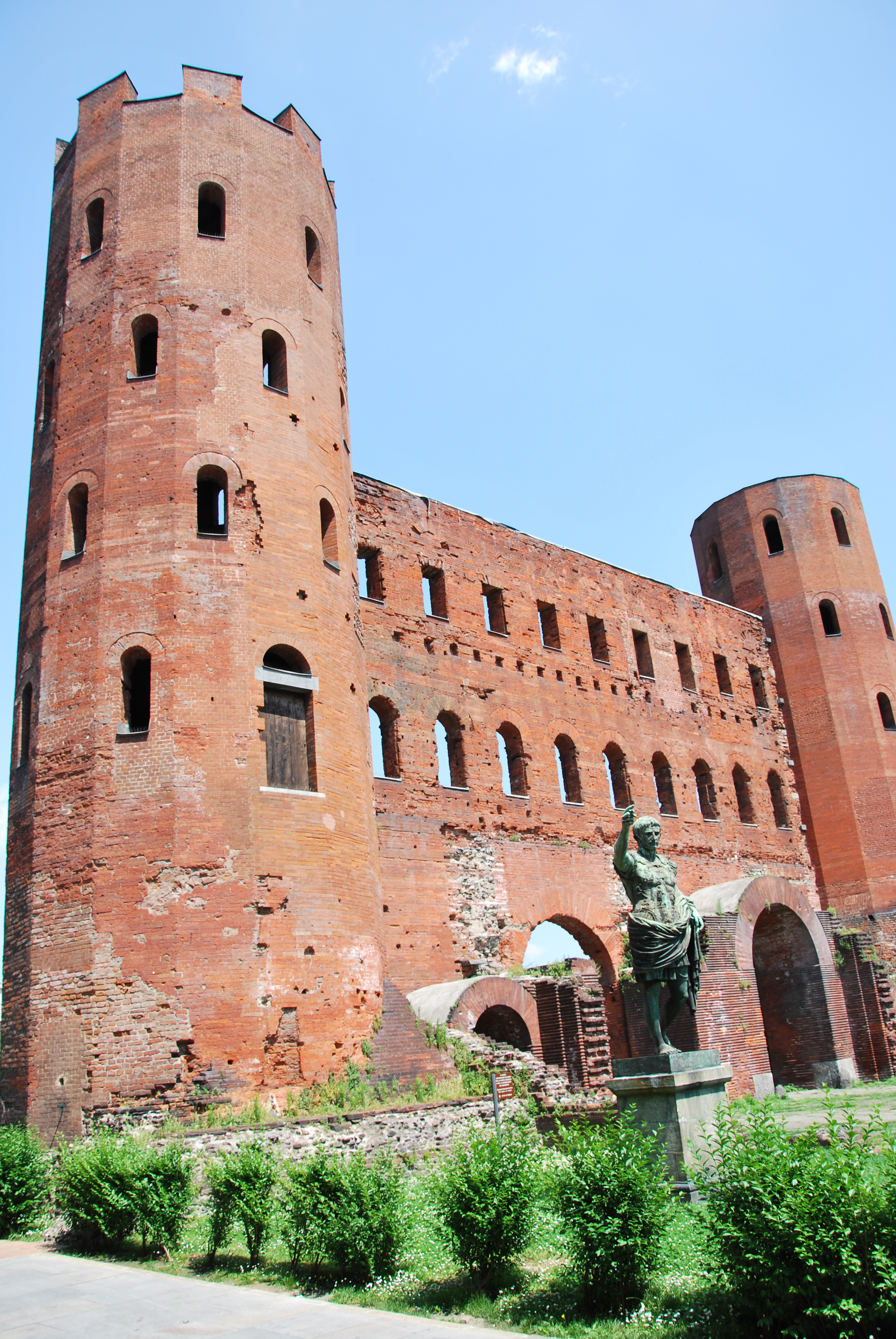
Porte Palatine.
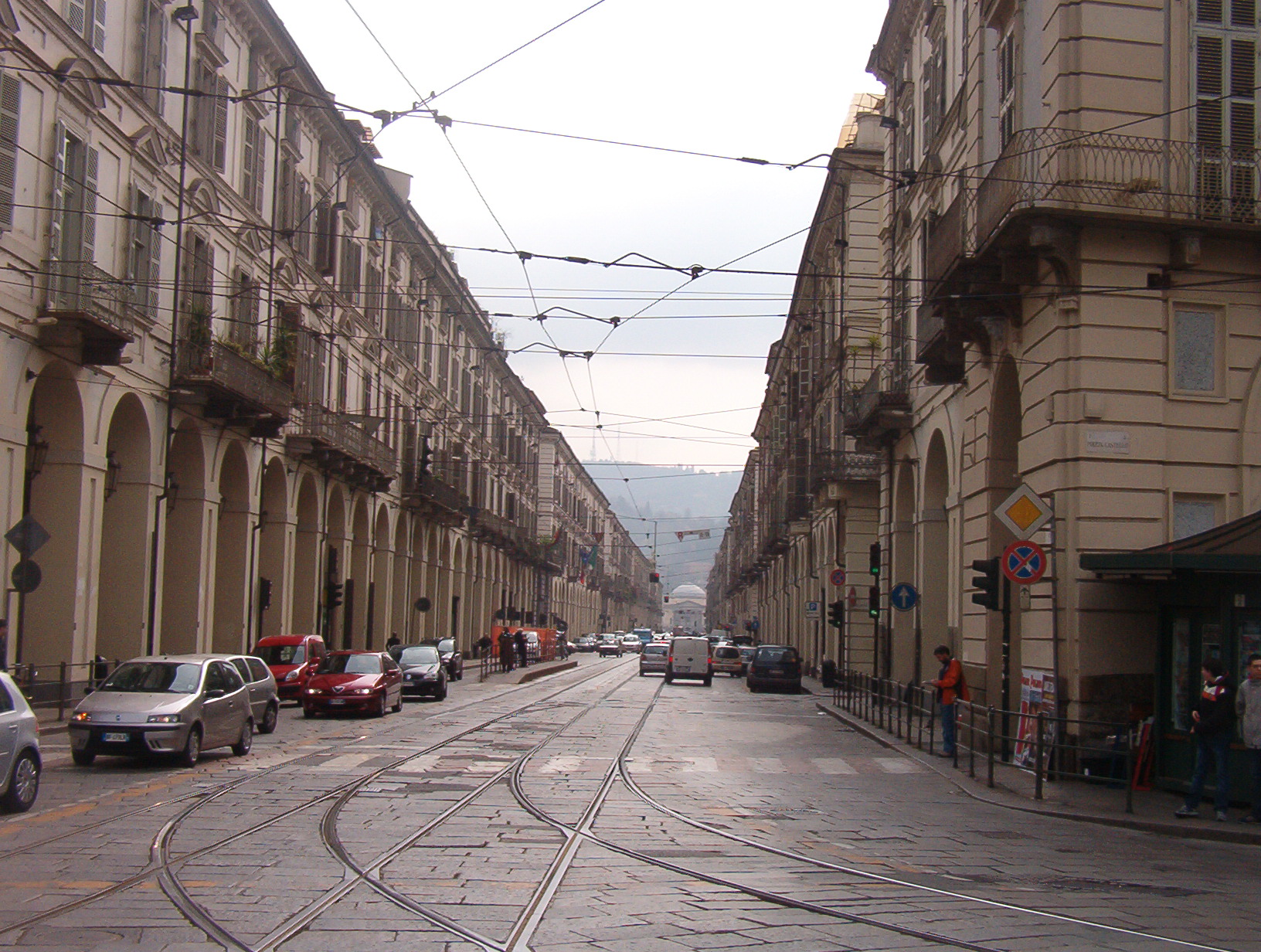
Via Po.
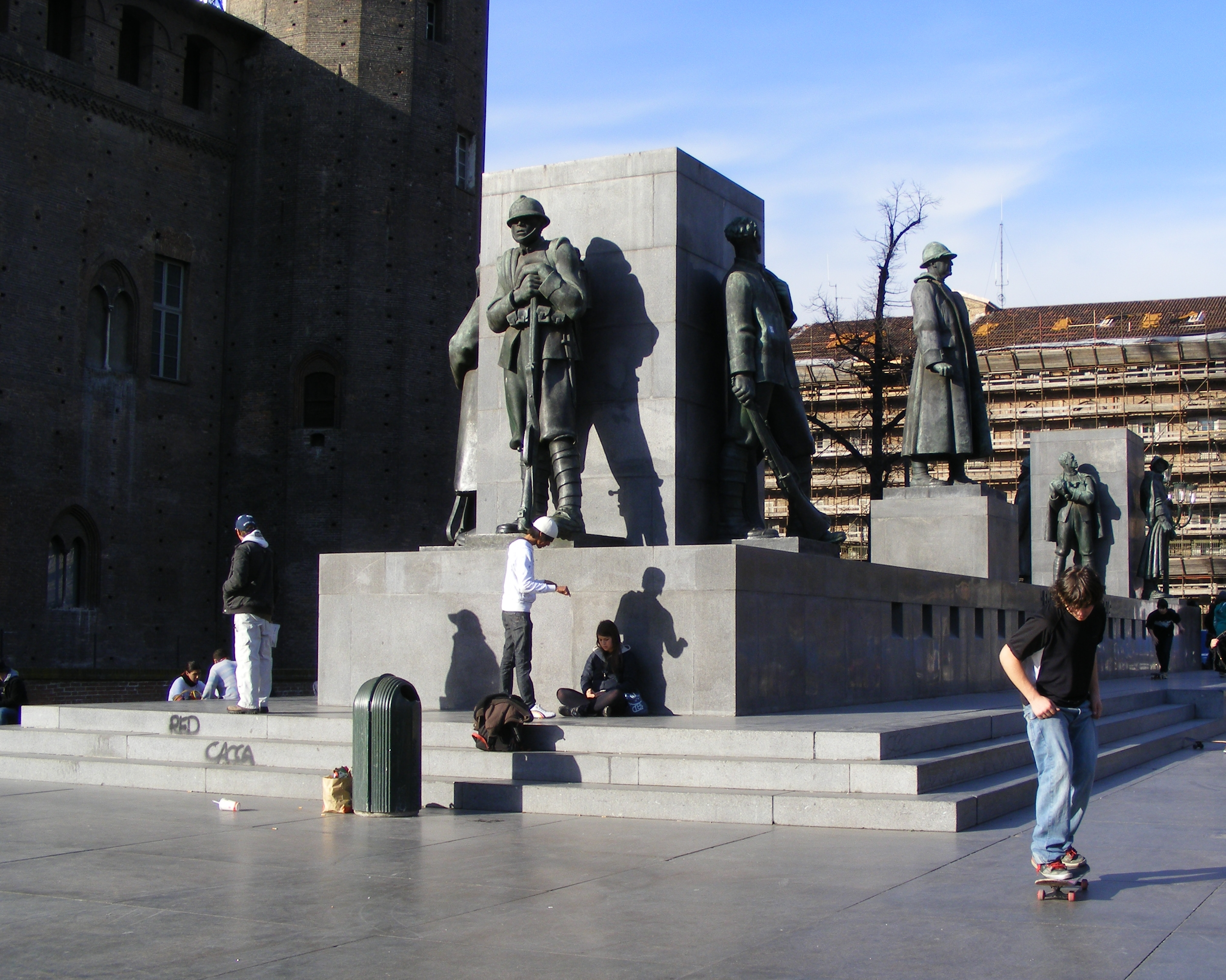
Emanuele Filiberto Duca d'Aosta.
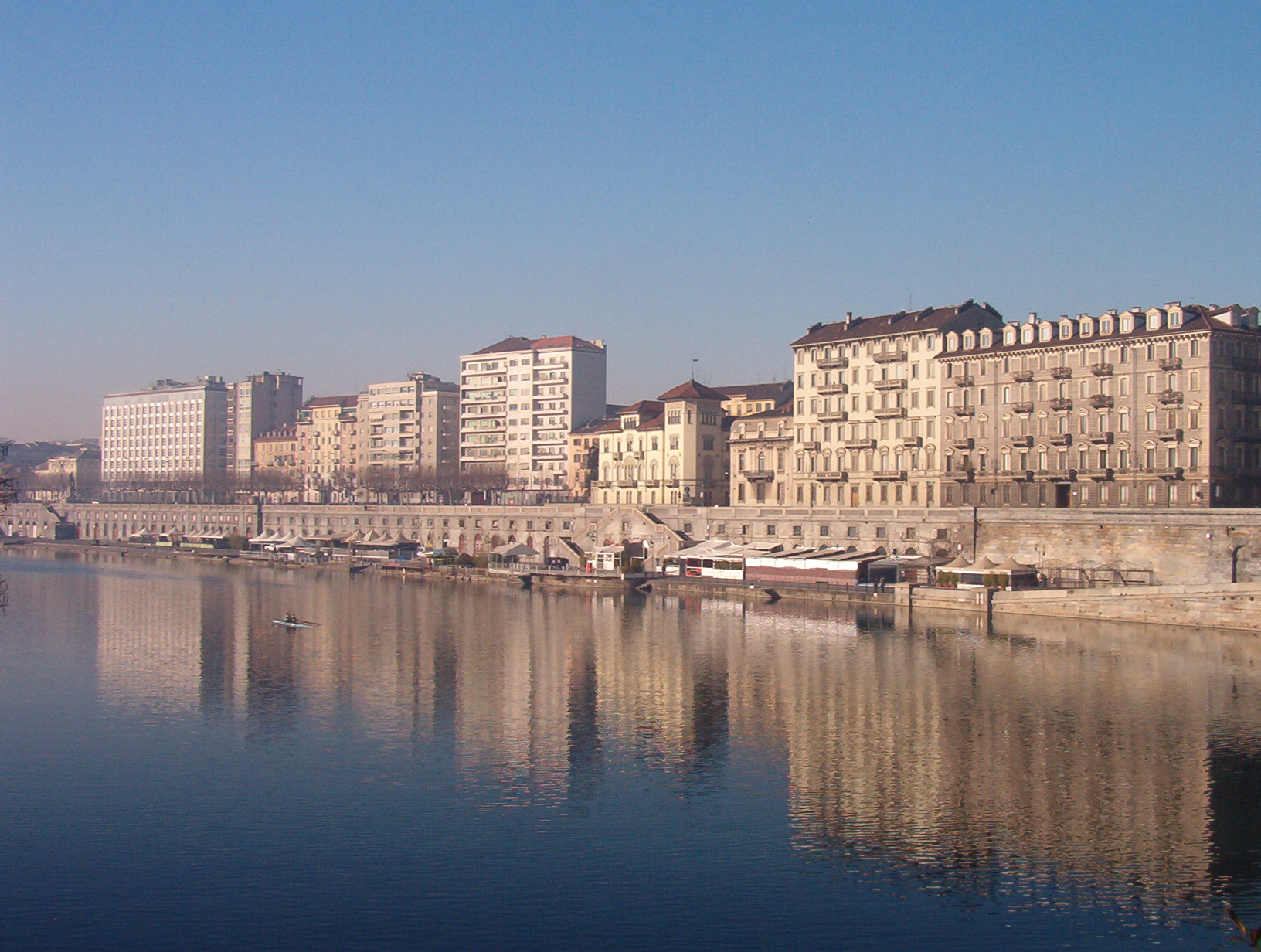
Le Pô à Turin.
Vue du marché de Porta Palazzo à Turin, jour de marché. L'Antica Tettoia dell'Orologio.